# Costa del Sol
La Costa del Sol es la región litoral mediterránea situada en España, en el sur de la provincia de Málaga y a la zona este del Campo de Gibraltar, en la provincia de Cádiz, al sur de la península ibérica. No existe un límite oficial, pero está generalmente aceptado que la Costa del Sol se extiende desde la punta de Tarifa (Tarifa) en el oeste hasta Nerja en el este, donde limita con la granadina Costa Tropical. La Costa del Sol se encuentra totalmente en la comunidad autónoma de Andalucía, y el término está prácticamente ligado a la costa de la provincia de Málaga. El término Costa del Sol fue acuñado a principios del siglo XX por Rodolfo Lussnigg, para promocionar el litoral almeriense. Hasta finales de los años 1960, se utilizaba en referencia a toda la costa mediterránea de la Andalucía Oriental. El nombre hace referencia al clima soleado, presente en la región la mayoría de días del año. La Costa del Sol es una de las zonas turísticas más importantes de España, que concentra en torno al 35 % del turismo en Andalucía y que acoge más de 17 millones de pernoctaciones hoteleras anuales, según datos de 2009.
La Costa del Sol es pionera del turismo español, que fue centro comercial e industrial de relativa prosperidad durante buena parte del siglo XIX. El despegue turístico de la zona nace en los años 1920, con la apertura de los Baños del Carmen en Málaga y el campo de golf de Torremolinos. La guerra civil española y la posterior Segunda Guerra Mundial, hace que el auge de la zona como destino turístico internacional no llegase hasta los años 1950, con la llegada de celebridades famosas como Grace Kelly, Ava Gardner, Marlon Brando, Orson Welles, Ernest Hemingway, John Lennon, Brigitte Bardot o Frank Sinatra. Desde entonces es un destino preferencial para extranjeros, principalmente para británicos, alemanes, escandinavos y franceses. La ciudad más poblada de la Costa del Sol es la ciudad de Málaga, con una población cercana a 600.000 habitantes, que además vertebra una conurbanización, de 18 municipios, prácticamente continua que suma en total 1.412.541.[cita requerida] Málaga alberga el Aeropuerto de Málaga-Costa del Sol, que es el tercer aeropuerto más concurrido de la España peninsular, por detrás de Barajas (Madrid) y El Prat (Barcelona). 
La autovía A-7 atraviesa la región, al igual que la antigua carretera nacional generalmente conocida como N-340. Los trenes de alta velocidad sirven a la región costera y a las zonas del interior, el servicio AVE llega a la estación de Málaga-María Zambrano en 2 horas y 46 minutos desde Madrid. La Costa del Sol cuenta con balnearios en Málaga, Tolox, Estepona, Benahavís, Benalmádena, Mijas, Torremolinos y Marbella, la mayor concentración de campos de golf del continente europeo, quince puertos deportivos, nueve parques temáticos (incluidos parques de atracciones, acuarios y zoológicos), así como un parque empresarial de tecnologías de información y comunicación ( Parque Tecnológico de Andalucía, conocido como el PTA) y pymes. La Costa del Sol acogió en 2019, a más de 13 000 000 de visitantes, disfruta de 300 días de sol al año, 150 kilómetros de costa y playas y es uno de los centros turísticos, económicos y demográficos más importantes de España.

## Símbolos

#### Espeto
El símbolo característico de toda la Costa del Sol son los espetos de sardina. El espeto, es un plato típico en la gastronomía de la provincia de Málaga, que consiste en espetar, es decir ensartar pescado, tradicionalmente sardinas, en finas y largas cañas, para asarlo con leña en la arena de la playa.
No se debe confundir con espetada, un plato típico de la gastronomía portuguesa que consiste en ensartar trozos de carne y en ocasiones entremezclados con verduras como pimientos o cebollas.

#### Bandera
Es común asociar la Costa del Sol, y toda la provincia de Málaga, con la bandera morada y verde, bandera que actualmente utiliza la bandera de la ciudad de Málaga. Esta bandera, también es la que los «malaguistas» (que es como se les define a los Malagueños). Sin embargo, no hay una bandera oficial que identifique a la Costa del Sol, debido en parte a que estarían también los municipios gaditanos de San Roque y La Línea de la Concepción.

#### La Biznaga
Si buscamos un olor en la Costa del Sol, el de la biznaga vendrá inmediatamente a nuestra mente. Un ramillete en forma de bola, realizado laboriosamente a mano flor a flor, insertadas en un tallo seco, que en verano los biznagueros venden por las calles. Por la noche, las flores abiertas desprenden un intenso aroma embriagante, todo un deleite para los sentidos. Aunque es cierto, que tradicionalmente, se asocia a la biznaga únicamente con la capital, se ha convertido en todo un símbolo para la Costa del Sol.

#### Cenachero
El cenachero era una antigua profesión que en su cenacho o espuerta de esparto lleva el pescado fresco que pregona por las calles, haciendo bailar sus espuertas. El cenachero es comúnmente asociado a la Costa del Sol  por ser un oficio tradicional, actualmente totalmente desaparecido. 
En 2011, la ciudad de Mobile en Alabama, construyó una réplica de la estatua del Cenachero, situado en la plaza de la Marina.

#### Boquerón
Cada año, en el Rincón de la Victoria, se celebra el Día del Boquerón Victoriano. El boquerón, además de ser en sí un símbolo de la Costa del Sol, debido a lo común que son sus pescas en lonjas como la de Fuengirola, sino que se ha convertido en un «mote» para los malagueños.

## Toponimia
Fue el hostelero afincado en Almería, Don Rodolfo Lussnigg, el que acuñó el término «Costa del Sol» para promocionar la costa de Almería a la que hacía referencia originalmente de forma exclusiva. Inició la campaña promocional el 16 de febrero de 1928 en el periódico La Crónica Meridional, con el objeto de atraer a los visitantes que se dirigían a las Exposiciones Internacionales de 1929. En 1930 el escritor motrileño Francisco Pérez García publica La Costa del Sol, un volumen que mezcla la literatura, la descripción en varios idiomas de itinerarios turísticos y un acopio de fotografías que ilustran los lugares y monumentos más representativos del litoral que abarca desde Málaga a Almería. El 15 de octubre de 1933 se inauguró en Marbella el Hotel Miramar. Sus dueños, José Laguno Cañas y María Zuzuarregui (hija de Doña Agustina Zuzuarregui y Sutton de Clonard) promocionaron dicho hotel y la ciudad de Málaga en inglés y en francés, empleando las expresiones Sunny Coast y Côte du Soleil respectivamente, en toda su papelería y pasquines. Así lo recoge Fernando Alcalá Marín en su obra Marbella. Los años del Turismo (1997).
En cualquier caso, es a partir del año 1947 cuando empieza a popularizarse el término «Costa del Sol» en medios de comunicación, sobre todo en el malagueño Diario Sur. Durante los años sesenta, «Costa del Sol» se referiría a toda la costa mediterránea de la Andalucía Oriental. 
Actualmente se refiere en exclusividad a la costa malagueña, puesto que la Costa Granadina se publicita utilizando la marca Costa de Granada, y el término Costa de Almería hace referencia al litoral almeriense. Asimismo abarca a los municipios de San Roque y La Línea de la Concepción, que también forman parte de la Costa del Sol.

## Geografía
Generalmente, se considera que el litoral costasoleño se extiende entre el límite con la provincia de Granada al este y el límite con Gibraltar al oeste, a lo largo de 185 km de costa mediterránea, abarcando desde el municipio de La Línea de la Concepción hasta Nerja, si bien en ocasiones equivocadas se incluye también los municipios de la Costa Granadina hasta Motril. Tradicionalmente se divide en dos zonas: la «Costa del Sol Occidental» y la «Costa del Sol Oriental», siendo la capital y centro de ambas la ciudad de Málaga. 

### Clima
El clima es mediterráneo. El verano es caluroso y seco y el invierno es templado y húmedo. La lluvia cae principalmente entre los meses de noviembre y mayo. La sequía está presente de junio a septiembre. Las temperaturas de verano oscilan entre 20 °C y 30 °C y en invierno de 5 °C a 17 °C. El viento de Poniente sopla desde el Océano Atlántico atraviesa el Estrecho de Gibraltar hasta el Mar Mediterráneo.

### Relieve
La cordillera Penibética transcurre paralela a la línea de la costa formando el límite norte de la Costa del Sol, compuesto por un conjunto de sierras litorales que a menudo sobrepasan los 1000 m s. n. m. de altitud. De este a oeste las sierras de Tejeda y Almijara constituyen el entorno montañoso de la Costa del Sol Oriental, en donde también se insertan los montes de Málaga. La sierra de Mijas, sierra Alpujata y sierra Blanca, llamadas colectivamente cordón montañoso Litoral, conforman el inicio de las sierras litorales occidentales de la Costa del Sol, mientras que sierra Bermeja y su pequeña prolongación en sierra Crestellina cierran esta alineación montañosa. 
En la estrecha franja entre las montañas y el mar existe una gran diversidad de paisajes: playas, acantilados, desembocaduras, calas y dunas. Los ríos son cortos y estacionales, lo que provoca unos estuarios poco extensos y valles poco propensos a la agricultura. El efecto de sotavento que provocan los sistemas Béticos hace que sus aportes sean reducidos.
El litoral muestra un perfil poco recortado. Cuenta con el mayor número de playas de toda la comunidad autónoma andaluza, concretamente con 124 de un total de 321. Las zonas arenosas ocupan la mayor parte de la Costa del Sol, salvando algunos tramos rocosos en Manilva, Mijas, Torremolinos, Benalmádena, Rincón de la Victoria y los acantilados de Maro, en el término municipal de Nerja.
En el relieve litoral resaltan las bahías de Málaga y de Estepona y la punta de Calaburras. Las tierras emergentes se prolongan bajo el mar por una plataforma continental estrecha y poco profunda que alcanza una anchura media de unos 5 km y una profundidad máxima de 150-200 m .

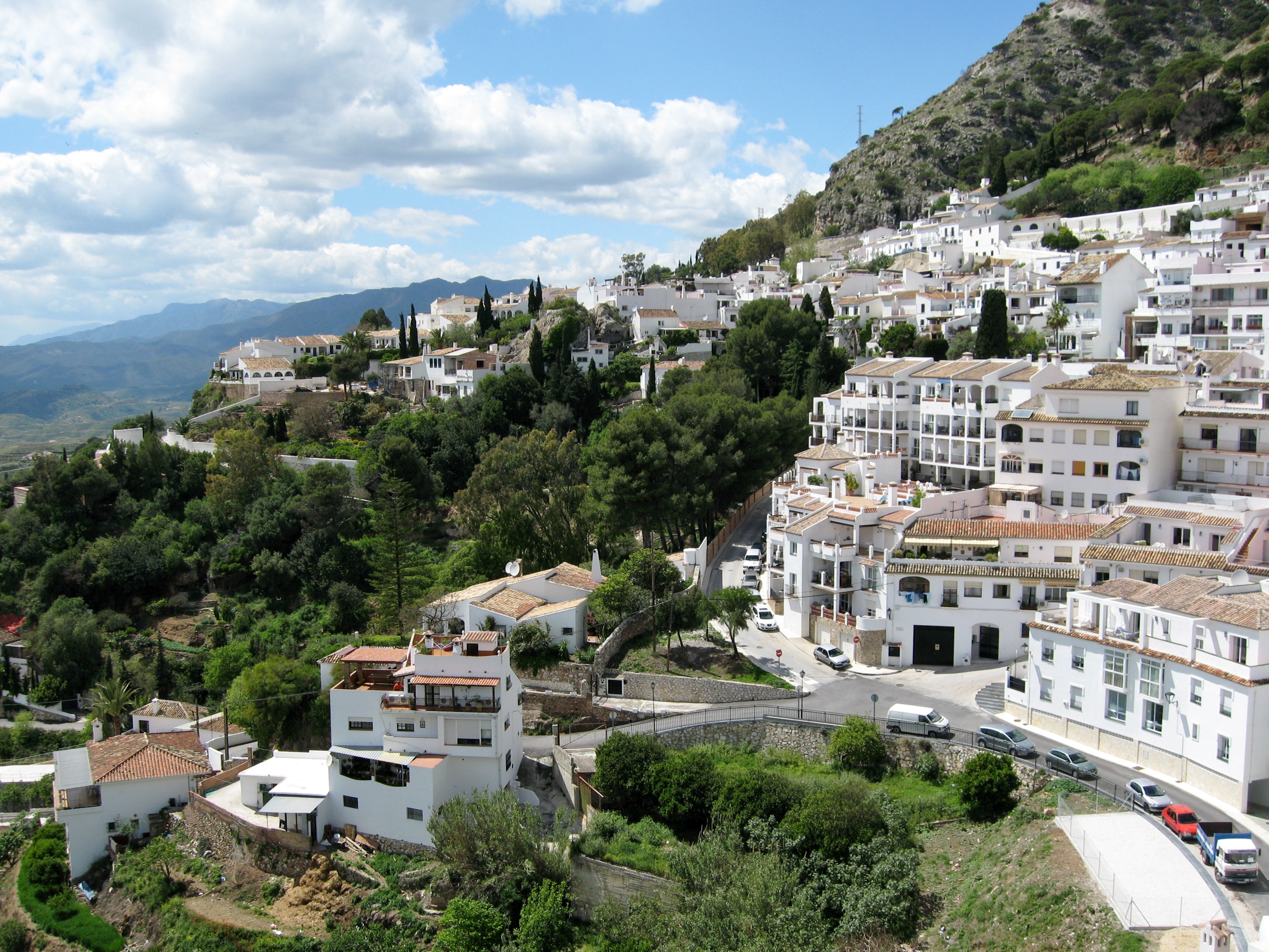
Mijas.

### Flora y fauna
La Costa del Sol se encuentra entre tres ecorregiones marinas: la Lusitana, la Mauritana y la Mediterránea, por lo que presenta una abundante biodiversidad. Especialmente numerosas son las especies de algas pardas, rojas y calcáreas. También es notoria la presencia de praderas de posidonia oceánica, especie endémica del Mediterráneo, que puede encontrarse sobre todo en las aguas de los acantilados de Maro-Cerro Gordo. La fauna marina está representada por esponjas y corales.

### Gastronomía
La cocina de la Costa del Sol, como en el resto de Andalucía, ha sido influenciada históricamente por las tradiciones españolas, de judíos y árabes, y hace hincapié en la ciudad de Málaga a los mariscos, el pescaíto frito y el gazpacho. Ir de tapas es lo mejor que se puede hacer para conocer la gastronomía de la ciudad, y podemos encontrar bares que sirven una tapa gratis con la bebida. Los churros tejeringos no pueden faltar en las calles de Málaga a la hora del desayuno. Los chiringuitos ofrecen un respiro del calor del verano y en ellos pueden probarse estos platos mientras se disfruta de las vacaciones. 
Pero la gastronomía de Málaga va más allá de la ciudad, las provincias de Málaga y Cádiz ofrecen una variedad de platos típicos.
Las más importantes comarcas de la provincia son Antequera, Ronda y la Axarquía, donde se puede conocer los mejores sabores de la cocina tradicional española. 
En la comarca de Antequera encontramos los «molletes» (pequeños panes hechos en horno de leña, que están muy buenos con aceite de oliva y tomate), la «porra antequerana» (similar al gazpacho, pero con la textura de un puré, y con jamón y huevo). También se puede encontrar una amplia lista de postres: «bienmesabe» (almendra, huevo, jarabe de cidra, galletas, azúcar en polvo y canela en polvo), mantecados, alfajores y el «angelorum» (similar al bienmesabe). Estos son los platos más populares de la ciudad de Antequera, pero el resto de pueblos de la comarca ofrece platos inéditos cuyas recetas provienen de los antepasados, muchos de estos platos elaborados con productos de la huerta antequerana. 
Ronda es vino y toros. En la comarca de Ronda se encuentran las mejores bodegas de la provincia de Málaga y el rabo de toro es uno de los platos más singulares de esta zona. Otros platos sabrosos a destacar son: el conejo a la rondeña, el gazpacho «a la serrana», la sopa de alcachofas, el cochifrito de cordero, el lomo relleno de setas o la pierna de cerdo estofado. La cocina de esta comarca se completa con sabrosas migas al estilo de Ronda y con chorizo del lugar, perdiz a la rondeña, tortilla a la rondeña, la trucha a la serrana, sopa de calabaza y sopa de castañas serranas. Las carnes de la comarca de Ronda gozan de una gran reputación por su alta calidad. Como dulce estrella encontramos las yemas del Tajo, que harán las delicias de cualquier paladar. Entre las muchas y famosas bodegas de la comarca hay que destacar la Bodega «Descalzos Viejos», ubicada en un antiguo monasterio y con vistas al Tajo de Ronda. 
Entre los platos de la cocina de la Axarquía se incluyen chivo frito y con especias, potaje de hinojos, ajoblanco (almendras, ajo, agua, pan, aceite de oliva, vinagre de vino blanco y un poco de sal) o garbanzos con callos. La Axarquía goza de importantes viñedos entre sus pueblos blancos y una multitud de cultivos de frutos tropicales entre los que encontramos aguacate, mango y chirimoya, y con los que se elaboran sabrosas ensaladas.

## Pueblos y ciudades
La Costa del Sol la conforman los siguientes municipios, listados de este a oeste, aunque no aparecen en la lista, también se consideran Costa del Sol los municipios del área metropolitana de Málaga y algunos de la Serranía de Ronda.
- Nerja

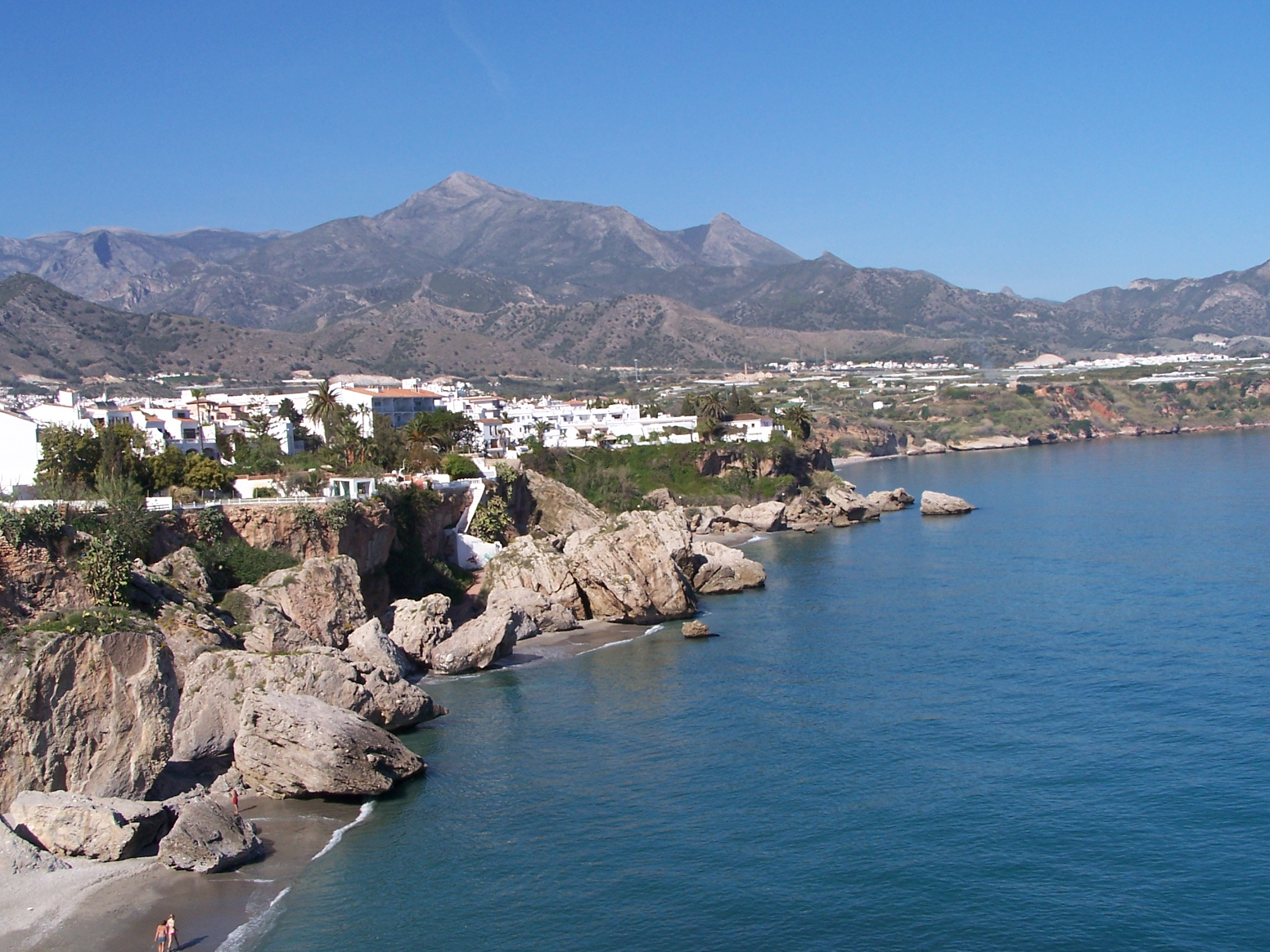
Nerja

Es el municipio con más renombre de la Costa del Sol Oriental. Entre sus atractivos turísticos destacan el balcón de Europa y la cueva de Nerja así como el parque natural de Sierra Tejeda, Alhama y Almijara y el Paraje Natural los Acantilados de Maro. Nerja tiene varias playas, entre las que cabe destacar la de Burriana, Calahonda, El Salón, La Torrecilla, el Playazo, y cómo no, el paraíso virgen de las playas de Maro, un entorno que aún no ha sufrido las consecuencias de la urbanización descontrolada de otras zonas del litoral. Tiene una población oficial de cerca de 20 000 habitantes, siendo un quinto residentes extranjeros, predominantemente ingleses. En Nerja se grabó la famosa serie de televisión Verano azul.
- Torrox

Los valles de este municipio generalmente están cubiertos por huertas que ofrecen un fuerte contraste con las laderas del entorno, ocupadas por olivos y viñas, cuando no por matorrales y pastizales. El litoral ofrece una panorámica “extraña” en la que los plásticos de los invernaderos conviven con el desarrollo turístico costero, contrastando con las bellas estampas que ofrece el interior. Tiene una población de unos 16 000 habitantes.
- Algarrobo

Cuenta con 9.7 km² y 6232 habitantes. Gentilicio: algarrobeña/o. De norte a sur está atravesado por el río Algarrobo-Sayalonga, que discurre por un valle cuyo paisaje, antes cubierto de olivos, almendros y viñedos, está siendo objeto de un cambio sustancial al imponerse en la zona el cultivo de hortalizas y productos subtropicales; de ahí que las suaves lomas estén dando paso a los bancales que necesitan las nuevas plantaciones.
El núcleo urbano de Algarrobo, de trazado morisco, está situado a tres kilómetros del litoral, y para distinguir la zona de playa, actualmente en plena expansión, del pueblo propiamente dicho, se ha utilizado el convencionalismo de denominarla Algarrobo-Costa. Entre las visitas turísticas destacan la iglesia parroquial de Santa Ana, la ermita de San Sebastián, las torres vigías y los restos arqueológicos de la Necrópolis de Trayamar (fenicia).
- Vélez-Málaga

Situada en el centro de la Comarca de la Axarquía, dominando el fértil valle del río que lleva su nombre y rodeado de plantaciones de productos subtropicales, (este municipio es el principal productor de subtropicales de toda Europa), con más de 80.000 habitantes, Vélez-Málaga se ha convertido en uno de los municipios más importantes de la Costa del Sol, cuenta con 22 kilómetros de costa, dónde antiguos pueblos de pescadores se han convertido en poblaciones referentes por la calidad de los servicios prestados y limpieza de sus playas, es el caso de los núcleos de población de Chilches, Benajarafe, Valleniza, Almayate (dónde se encuentra una de las mejores playas naturistas de la Costa del Sol), Torre del Mar, principal núcleo costero del municipio de Vélez-Málaga, lugar donde a lo largo del año se celebran un sinfín de actividades de toda índole, conciertos, festivales aéreos, fiestas y procesiones, y además su paseo marítimo es uno de los paseos de mayor longitud y amplitud de la Costa del Sol, un enclave donde satisfacer todas las necesidades de nuestros visitantes, Caleta de Vélez, donde se encuentra el principal puerto pesquero-deportivo de toda la costa mediterránea andaluza, sin olvidar las playas de Mezquetilla-Lagos, dónde se desarrolla una historia muy particular escrita en el Quijote y que Miguel de Cervantes inmortaliza a esta ciudad de Vélez-Málaga.La propia ciudad de Vélez-Málaga guarda en su parte antigua, declarada Conjunto-Histórico-Artístico un tesoro patrimonial donde sobresale en la parte más alta su antigua alcazaba musulmana, junto a ella la iglesia de Santa María de la Encarnación, edificio religioso que comparte su espacio con el primer museo dedicado a la Semana Santa de toda Andalucía, otros puntos de interés es la ermita de la Virgen de los Remedios, patrona de la ciudad, lugar que cuenta con un mirador en donde nuestros visitantes divisarán en 360 grados el maravilloso paisaje de la comarca plasmado en los frescos pintados por el artista veleño Evaristo Guerra en el interior del templo. No debe olvidarse de visitar el Palacio de los Marqueses de Beniel, sede de la fundación de la pensadora veleña María Zambrano y que dejó su riquísimo legado para ser contemplado, la Casa de Cervantes, el Centro de Arte Contemporáneo CAC, único espacio cultural de estas características ubicado fuera de una capital andaluza o el MVVEL, museo de la ciudad, dónde el visitante puede conocer de una forma muy didáctica la presencia humana en la comarca desde el paleolítico hasta casi nuestro tiempo. Hoteles, centros comerciales, parques acuáticos y una amplísima oferta gastronómica en chiringuitos y restaurantes hacen de Vélez-Málaga un extraordinario lugar para visitar durante todo el año y conocer sus tradiciones, como la Semana Santa, declarada fiesta de interés turístico nacional de Andalucía, la Feria de Santiago o Santa Ana con procesión marítimo-terrestre de la Virgen del Carmen o la Real Feria de San Miguel a finales de septiembre.
- Rincón de la Victoria

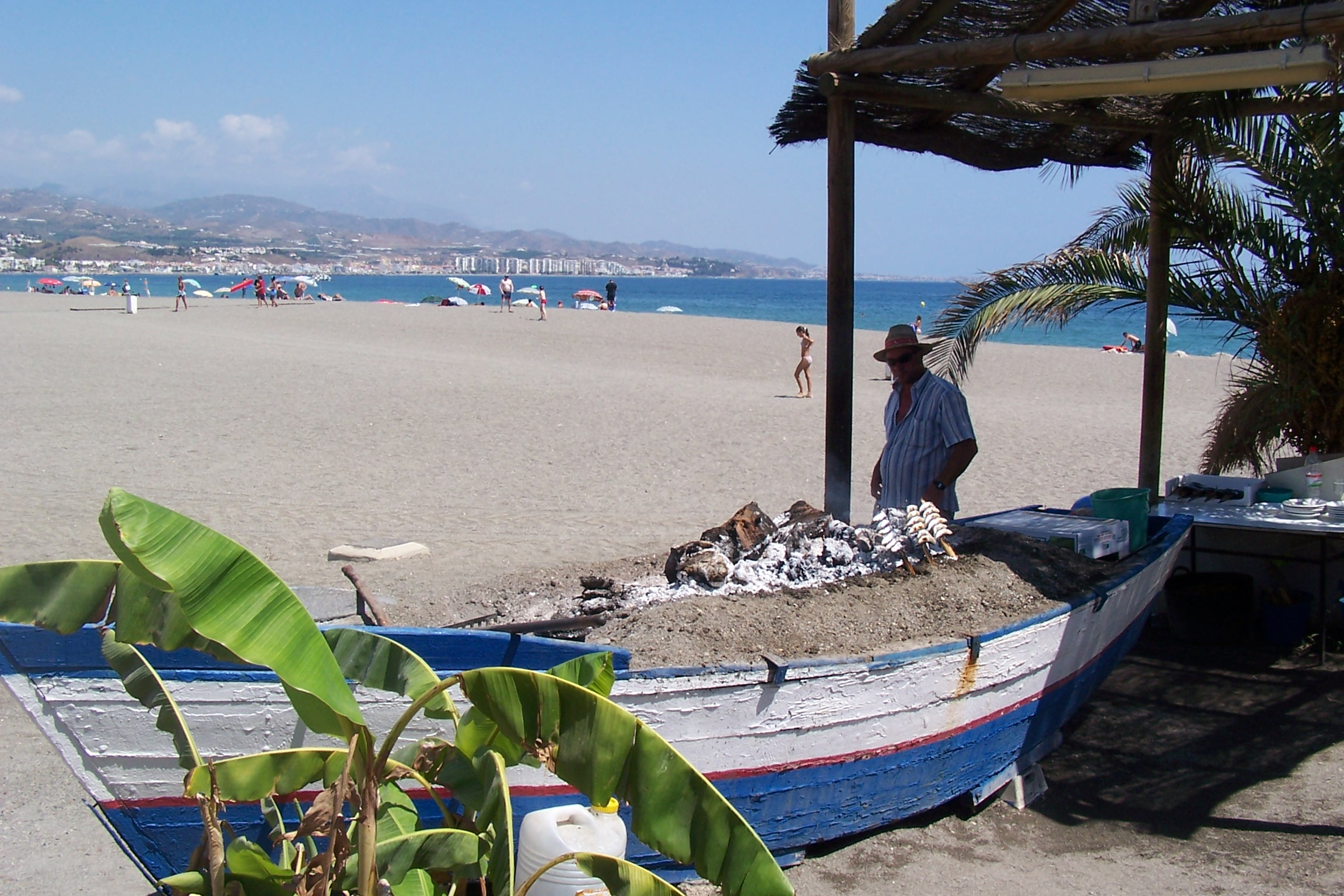
Torre del Mar.

Varios son los núcleos urbanos que conforman este municipio: Benagalbón, a cinco kilómetros hacia el interior, La Cala, Torre de Benagalbón, Aguirre, Los Millares y algunos otros de más escasa población que los anteriores. Todos estos núcleos, especialmente Rincón de la Victoria y La Cala, han experimentado en los últimos 20 años una espectacular expansión debido, principalmente, a su pertenencia al área metropolitana de Málaga; así, lo que en un principio fue una segunda residencia para muchos malagueños de la capital, hoy se ha convertido en primera vivienda. 
- Málaga

Capital de la Costa del Sol y de la provincia y eje de comunicaciones de la zona como centro del área metropolitana. Además de su muy destacable centro histórico, declarado Conjunto Histórico Monumental, conectado con el Puerto, en el que perdura el rastro de sus tres mil años de historia, sus parques y playas, ofrece una sobresaliente oferta museística, así como gastronómica. 
- Torremolinos

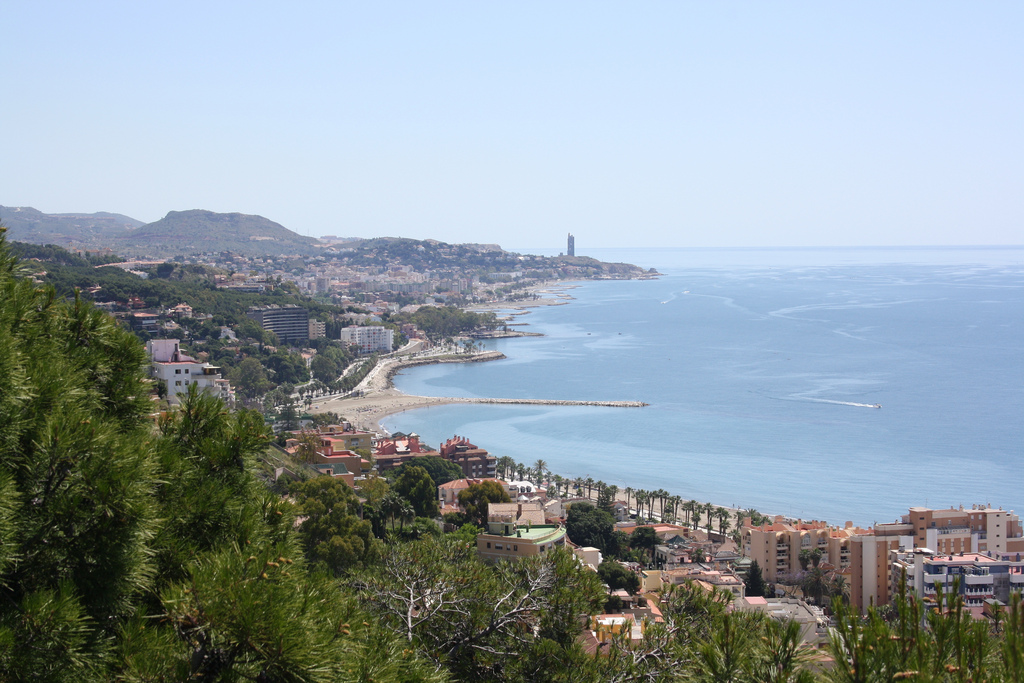
Málaga.

Entre las estribaciones de la sierra de Mijas y el mar, en un terreno de suaves relieves que va perdiendo altura conforme se acerca a la línea de playa, se extiende el término municipal de Torremolinos, antigua barriada de Málaga y municipio independiente desde 1988. Los grandes espacios verdes existentes al pie de la sierra entroncan, una vez salvada la autovía del Mediterráneo, con el complejo y variopinto entramado urbano que le otorga un singular perfil a la localidad (hay cuatro núcleos bien diferenciados: El Calvario, El Bajondillo, La Carihuela y el entresijo de calles que conforman la zona más tradicional de la ciudad).
- Benalmádena

Este municipio ofrece una variada oferta de ocio y turismo con casi 13 000 plazas hoteleras, campos de golf, parque de atracciones, puerto deportivo, auditorio, acuario, delfinario, el Casino de Torrequebrada, centro de exposiciones y museo de arte precolombino; así como templos católicos, protestantes, hindú y budista; y un teleférico hasta la cima del monte Calamorro.
- Fuengirola

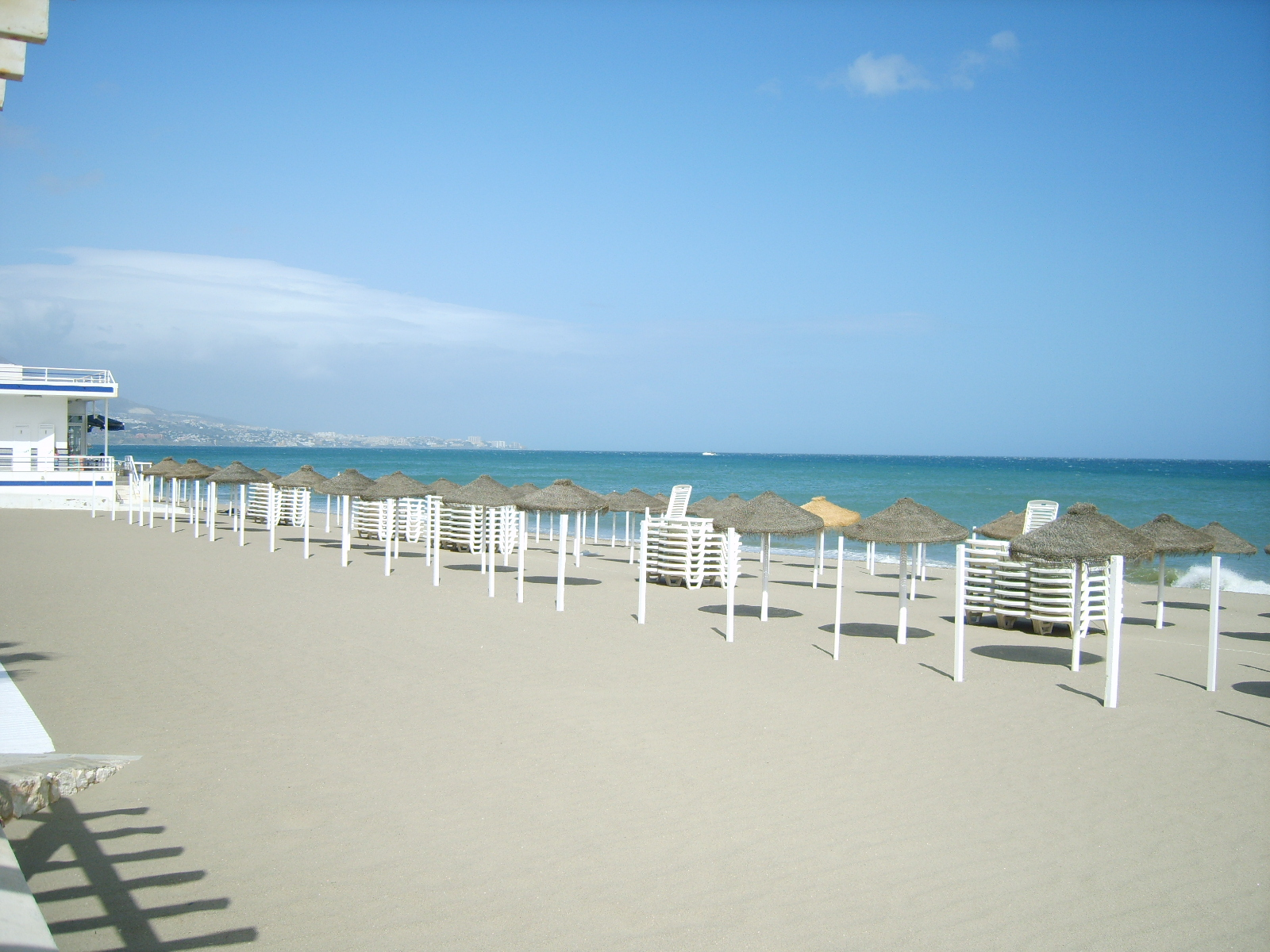
Playa de Fuengirola

Además de playas, Fuengirola cuenta con un castillo árabe, vestigios romanos y un destacable ambiente nocturno, gran amplitud de ocio nórdico e inglés, gran variedad de pubs o discopubs tanto españoles como ingleses e irlandeses y una buena oferta gastronómica.
- Mijas

El municipio de Mijas extiende sus tierras desde la sierra de Mijas hasta el mar, a través de un paisaje de lomas y cerros. Mijas Pueblo, situado a una altitud de 428 m s. n. m., guarda el encanto del típico pueblo blanco andaluz. En sus 12 km de costa se encuentra el núcleo de La Cala de Mijas y numerosas urbanizaciones.
- Marbella

Marbella, en el centro de la Costa del Sol Occidental, entre las faldas de sierra Blanca y la línea litoral, es el gran centro lúdico del suroeste del Mediterráneo y desde hace décadas atrae hacia sus calles y rincones a la denominada jetset. Tiene en Puerto Banús uno de los puertos deportivos más importantes y exclusivos del Mediterráneo, donde atracan algunos de los más lujosos yates del mundo.
- Benahavís

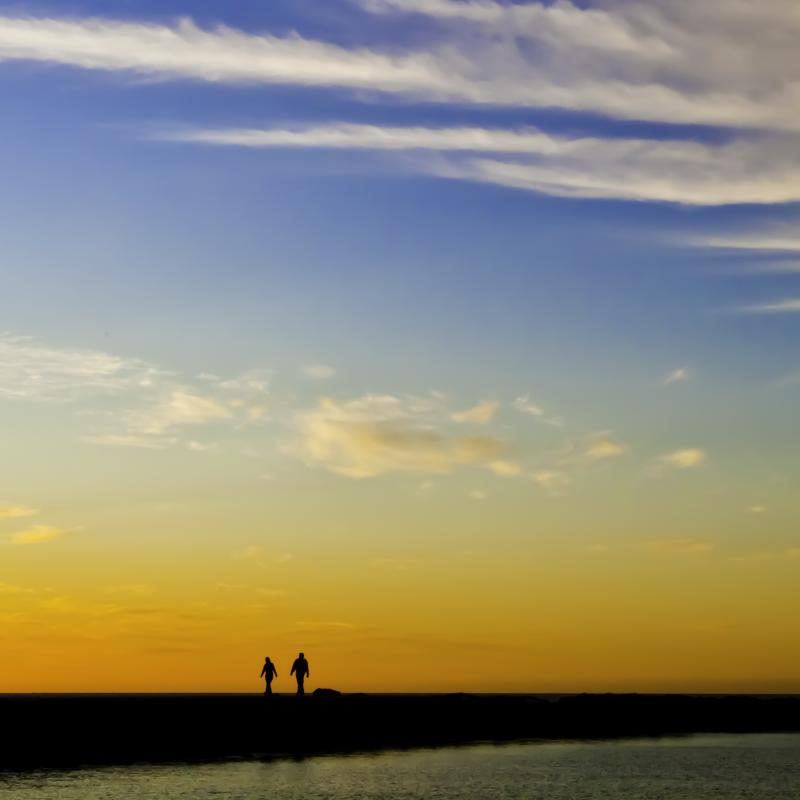
Amanecer en Marbella.

Pueblo de montaña situado a unos 7 km de la playa con vistas espectaculares de la Costa del Sol. Con nueve campos de golf, Benahavís es considerado el centro de la Costa del Golf y Rincón gastronómico de la Costa del Sol por los numerosos restaurantes existentes en su casco urbano.
- Estepona

Cuenta con alrededor de 21 km de playas. Centrada mayoritariamente en el turismo, su población censada es de 70 000 habitantes, que está en continuo crecimiento demográfico. Con un bonito casco urbano peatonal adornado con macetas de colores, esculturas y grandes murales en las fachadas de algunos edificios, es un lugar perfecto para poder realizar compras y disfrutar del entorno frente al mar, sierra Bermeja y los restos del castillo de San Luis.
- Casares

A tan sólo 14 kilómetros de la bulliciosa y cosmopolita Costa del Sol, la villa de Casares se extiende entre la Serranía de Ronda y el Campo de Gibraltar. Le muestra al visitante el más genuino sabor de los pueblos serranos. Así, esta localidad ha conservado en su casco urbano ese aire de tiempo quieto y ha renovado, allá donde y como el buen gusto lo permite, las infraestructuras que la vida actual demanda. Está considerado como uno de los más bellos pueblos de España, tal como evidencia el hecho de que en 1978 fue declarado conjunto histórico-artístico.
- Manilva

Es el municipio situado más al suroeste de la costa malagueña, colindante con la provincia de Cádiz. La costa manilveña se extiende de noreste a suroeste, en una línea costera de 7.8 km que va desde rocosas ensenadas a playas arenosas.
- San Roque

Como municipio colindante con la provincia de Málaga, y debido a razones geográficas, San Roque es el primer municipio de la Costa del Sol de la provincia de Cádiz tras Manilva, en pleno Campo de Gibraltar. Municipio descentralizado en núcleos históricos, donde cabe destacar como zona costera la urbanización de lujo de Sotogrande, considerada como una de las principales zonas residenciales de Andalucía, de España, e incluso de Europa.
- La Línea de la Concepción

Este municipio se encuentra situado en el extremo occidental de la Costa del Sol, si bien se encuentra administrativamente en la provincia de Cádiz y el Campo de Gibraltar. Cuenta con un total de 11 km de playas, hasta la verja con Gibraltar, albergando además dos puertos, uno pesquero y otro deportivo. Ofrece una amplia oferta gastronómica y un ambiente muy cosmopolita donde conviven en la actualidad más de 23 nacionalidades. La ciudad cuenta con un aeropuerto a escasos metros a pie, en el territorio de Gibraltar. Aún por su pertenencia a la provincia de Cádiz, y por su situación geográfica, al igual que sucede con San Roque, no cabe catalogarla como Costa de la Luz.

## Comarcas
La Costa del Sol es compuesta por las siguientes comarcas:

### Costa del Sol Occidental
La Costa del Sol Occidental está compuesta por 9 municipios: Torremolinos, Benalmádena, Mijas, Fuengirola, Marbella, Manilva, Casares, Estepona y Benahavís. También se incluyen en esta comarca los municipios de Istán y Ojén, aunque oficialmente pertenecen a la comarca de Sierra de las Nieves, y por tanto no pertenecientes a la Costa del Sol. La Costa del Sol, es junto a Málaga, la comarca más famosa de toda la región, en 2011, la comarca cuenta con 497.266 habitantes, 988 km² y una densidad de 503,3 hab./km. 
Las playas más famosas de la Costa del Sol Occidental son la de La Carihuela, en Torremolinos; la de Torreblanca y Los Boliches, en Fuengirola; la de Torrebermeja, en Benalmádena y la playa de Puerto Banús. 
Actualmente, existe una mancomunidad de municipios que regula todos los municipios integrantes, cabe destacar que esta comunidad sí que incluye a Istán y a Ojén.
En lo referente al ocio, la Costa del Sol Occidental cuenta con la mayor oferta de toda la costa, destacan los parques zoológicos de Bioparc Fuengirola y Selwo Aventura Estepona; el acuariode See Life Benalmádena  y el delfinario de Selwo Marina Benalmádena, el parque de atracciones de Tivoli World y los parques acuáticos de Aqua Mijas en Mijas y Aquapark Torremolinos, en Torremolinos.

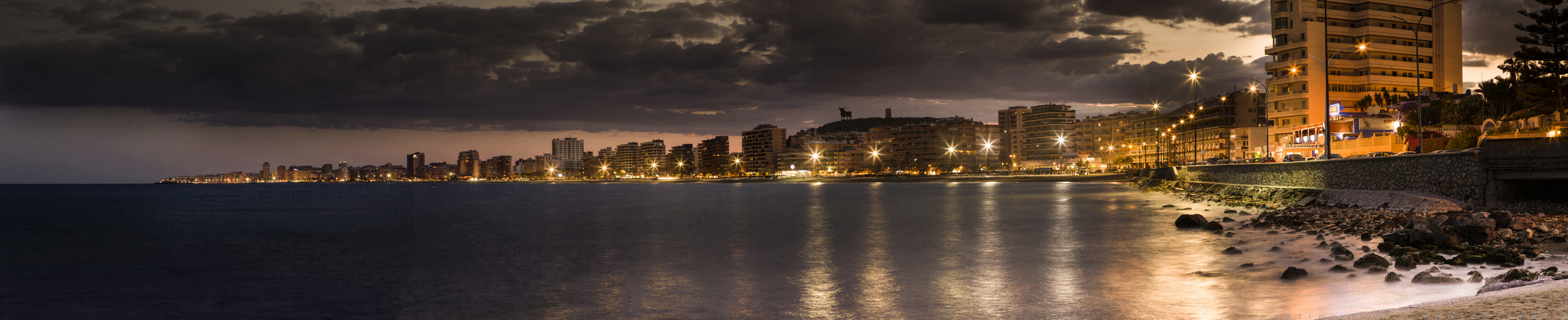
Vista panorámica de Fuengirola, una de las ciudades más famosas de la Costa del Sol Occidental y de prácticamente toda la Costa del Sol.

### Málaga-Costa del Sol
Málaga-Costa del Sol es la comarca más poblada de la Costa del Sol, esta comarca solo incluye el municipio de Málaga y no ha de confundirse con el área metropolitana de dicha ciudad. Málaga, además es uno de los núcleos más poblados de España. Málaga, está divida en 11 distritos municipales, los cuales son: Centro, Este, Cruz de Humilladero, Ciudad Jardín, Puerto de la Torre, Palma-Palmilla, Bailén-Miraflores, Teatinos, Churriana, Campanillas y Carretera de Cádiz.
La ciudad de Málaga cuenta con una gran oferta cultural, contando con prestigiosos museos, como el Carmen-Thyssen o el Picasso, contando con otros tales como el Museo Pompidou o la Colección del Museo Ruso. En cuanto a ocio se refiere, Málaga cuenta con 
En Málaga se encuentran las principales infraestructuras y medios de comunicación, tales como el AVE, en la estación de María Zambrano  o el Aeropuerto Málaga-Costa del Sol. 
La Comarca de Málaga, abarca desde el Valle del Guadalhorce hasta los Montes de Málaga. 
Sus playas más famosas son la de La Malagueta, La Misericordia, Pedregalejo y El Palo.  

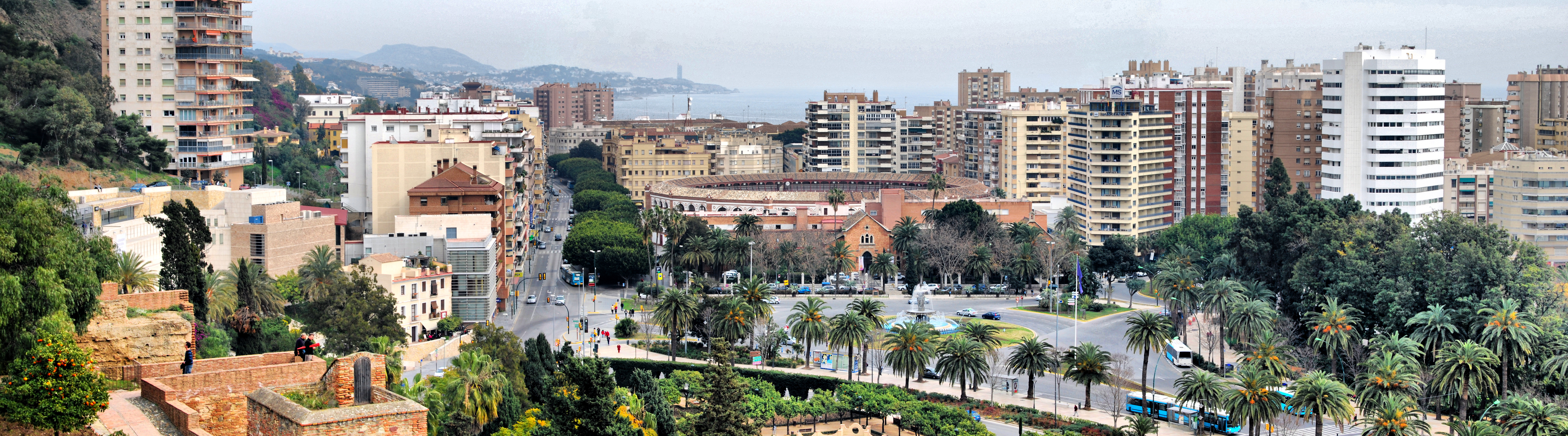
Vista panorámica de La Malagueta.

### La Axarquía-Costa del Sol

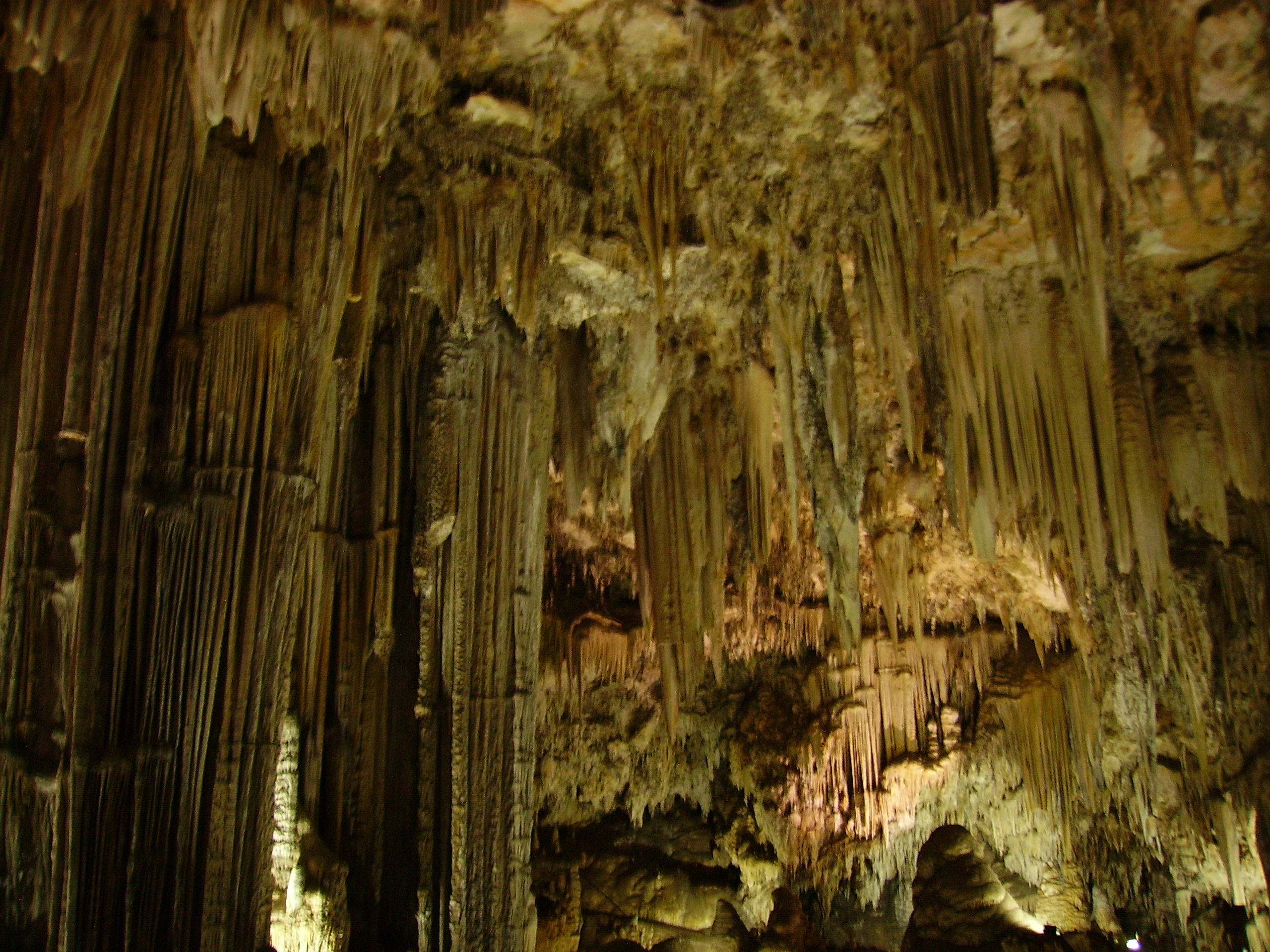
Cuevas de Nerja.

La Axarquía-Costa del Sol, a veces conocida como Costa del Sol Oriental, o simplemente «La Axarquía», es la última de las tres comarcas que componen la zona costera de la Costa del Sol. La Axarquía es la menos pobladas de las comarcas de la Costa del Sol, su municipio más poblado y capital es Vélez-Málaga. La comarca fue conquistada a los musulmanes a raíz de las batallas de la Axarquía en 1487, cayendo así los castillos de Zalia (cerca de Zafarraya y Alcaucín, Bentomiz, en Arenas y La Fortaleza de Vélez). La Axarquía se compone de 31 municipios, no todos costeros. 
En cuanto a ocio y turismo se refiere, la Axarquía destaca por sus playas vírgenes en Nerja, sus cuevas o sus municipios densamente poblados como Torrox o Vélez-Málaga. También destaca el Aquavelis en Torre del Mar.

## Historia

### Los inicios de la industria turística
Por su propia geografía, litoral  y próxima al Estrecho de Gibraltar, esta cosmopolita costa recibió desde hace miles de años las visitas comerciales e influencias culturales de civilizaciones como los fenicios, griegos, cartagineses y por tanto facilitó la romanización ulterior, convirtiéndose esta costa en región termorregulada por el Mar y con abundantes manantiales y aguas termales que atrajo a muchos senadores romanos cuando se jubilaban. 
Su gran relación transatlántica ya data desde la ayuda malagueña al proceso del nacimiento de EEUU a fines del siglo XVIII promovida principalmente por el capitán general malagueño Luis de Unzaga y Amézaga y posteriormente también por su cuñado y paisano Bernardo de Gálvez como pioneros del libre comercio internacional de esta costa, que precisamente en la época del gobernador Unzaga se le englobaba en el seno jurídico de "las costas del reino de Granada". 
Pero la familia malagueña-norteamericana Unzaga-Saint Maxent-Gálvez no fue la única burguesía cosmopolita que atrajo la inversión y llegada de personas de muchos otros países americanos y europeos, también sus parientes los Molina-Unzaga-Quilti-Galwey y más tarde los Loring-Livermoore fueran otras de las familias que emprendieron negocios comerciales y serían el germen de capitales necesarios para iniciar los primeros focos industriales de la Península desde principios del siglo XIX. 
Después de haber sido un centro comercial e industrial de relativa prosperidad durante buena parte del siglo XIX, la provincia de Málaga experimentó una grave contracción en su economía en las dos últimas décadas del mismo. Se arruinó la industria siderúrgica, se debilitaron el comercio y la industria textil, el sector agrario sufrió una profunda depresión que afectó a la ganadería y a todos los principales cultivos, en especial al cultivo de la vid, que quedó arrasado por la plaga de la filoxera. En este contexto y con la intención de aunar las diferentes iniciativas del sector turístico se constituyó en 1897 la Sociedad Propagandística del Clima y Embellecimiento de Málaga.
A principios del siglo XX, se inaugura el balneario Nuestra Señora del Carmen (1918) y abre el campo de golf de Torremolinos (1928), aunque debido a la guerra civil española y la Segunda Guerra Mundial no fue hasta la década de los años 50 cuando empiezan a llegar a Torremolinos personajes famosos como Grace Kelly, Ava Gardner, Marlon Brando, Orson Welles, Brigitte Bardot o Frank Sinatra y la costa comienza a adquirir fama internacional. En 1942 abrió sus puertas el hotel La Roca y en 1959 el hotel Pez Espada.

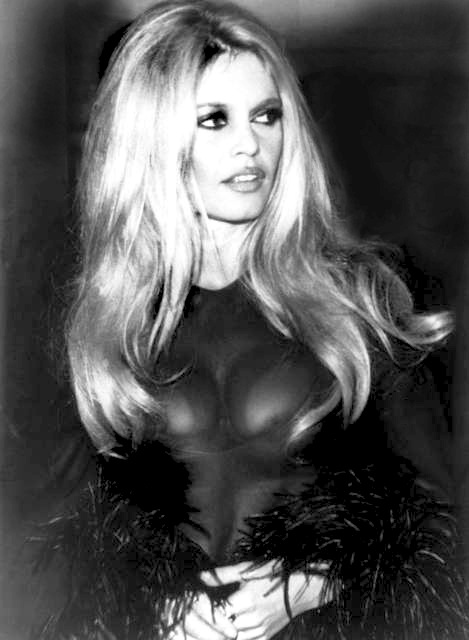
Brigitte Bardot animó la vida nocturna de la Costa del Sol el año 1958 y fue una de las primeras en introducir la práctica del topless.

 En esa época se inicia el llamado milagro económico español (1959-1973).

### La época dorada de la Costa del Sol
El despuntar de Torremolinos como destino turístico produjo un efecto dominó, y así, a finales de los años 60 y principios de los 70, los municipios cercanos, como Benalmádena, Fuengirola y Mijas, iniciaron igualmente un crecimiento turístico desmesurado. La década de los 60 supuso un cambio radical en el aspecto de los pequeños pueblos pesqueros. Se inauguran los paradores de Nerja y Málaga y, promovida por Ricardo Soriano Scholtz von Hermensdorff, Marqués de Ivanrey, y su sobrino Alfonso de Hohenlohe, Marbella se convierte en lugar de moda entre aristócratas y ricos. En esta década, la Costa del Sol fue la sede permanente de una gran fiesta dominada por una licencia en las costumbres que no existía en el resto de Europa, por donde pasaron los personajes más conocidos de la época.
En 1976, se creó el Patronato de Turismo de la Costa del Sol. Este organismo fue el primer ente de promoción de estas características que se fundó en España, y fue modelo a seguir por otras entidades similares que fueron surgiendo con posterioridad por todo el país.
A partir de los años 90, la aparición de actividades ilícitas del crimen organizado internacional, el blanqueo de capitales por la proximidad con Gibraltar o la corrupción institucional de algunos ayuntamientos, le han valido el sobrenombre de Costa del Crimen en medios de prensa sensacionalista extranjera, sobre todo en tabloides británicos. Más recientemente, el escritor italiano Roberto Saviano desveló que la mafia llama a la Costa del Sol la Costa Nostra, aunque suelen ser los mafiosos huidos y aquellos que abandonan su país perseguidos por una sentencia, los que llegan a la Costa buscando refugio, intentando pasar desapercibidos entre los diferentes y numerosos núcleos de población extranjera residente.

## Urbanismo
La Costa del Sol está ocupada por una conurbación prácticamente continua de unos 185 km. De hecho, el primer kilómetro, una vez dentro de la provincia de Málaga, desde el mar hacia el interior está urbanizado en un 50.8 %.
El bum turístico provocó un gran auge constructivo y un desmesurado y descontrolado crecimiento urbano. A las primeras grandes urbanizaciones surgidas en los años 1960 en la Costa del Sol Occidental han ido sumándosele muchas otras, tanto en el litoral como en el interior, hasta convertir a la zona en un gran centro de turismo residencial. El legado paisajístico es, por tanto, fruto de la ocupación masiva del territorio, que presenta edificaciones en altura en los centros urbanos y grandes urbanizaciones y áreas comerciales que se extienden por todo lo largo del litoral, de las vías de comunicación principales y por las laderas de los montes, frecuentemente invadiendo el dominio público marítimo-terrestre y los cauces de los ríos.

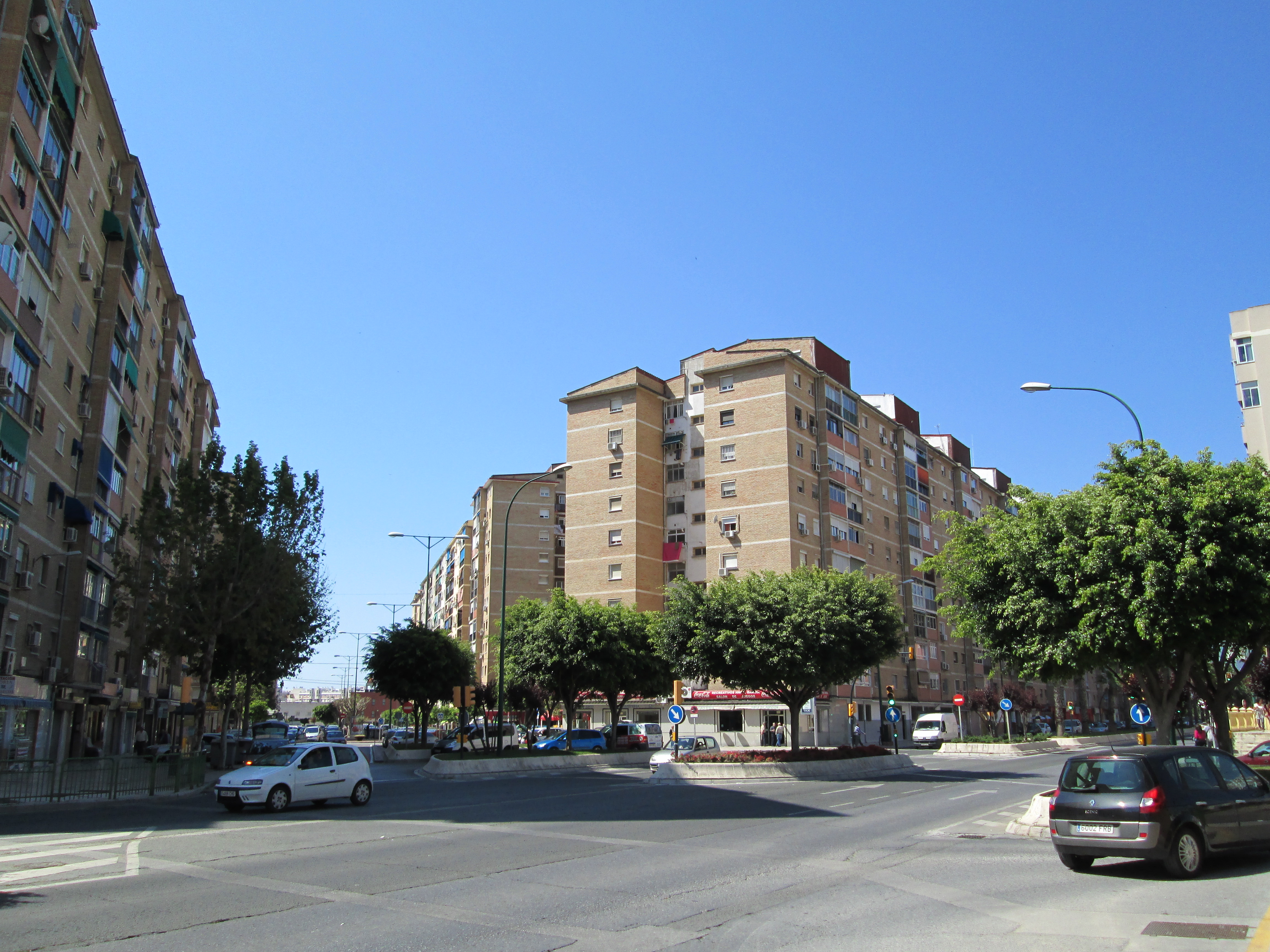
Típico bloque de pisos en Málaga. Su modelo no sigue ningún plan urbanístico y muestra un modelo irregular.

El modelo territorial definido por el Plan de Ordenación del Territorio de la Costa del Sol Occidental pretende conformar una estructura urbana supramunicipal que articule de forma unitaria el territorio del ámbito, que se ha dado en llamar La Ciudad del Sol.
A pesar de la elevada ocupación urbanística del litoral, aún quedan reductos poco modificados y espacios naturales, algunos protegidos, como los parajes naturales de la desembocadura del Guadalhorce y los acantilados de Maro-Cerro Gordo y los monumentos naturales de las dunas de Artola y el peñón del Cuervo.
El urbanismo en el resto de localidades es irregular, exceptuando algunos barrios de construcción moderna que cuentan con un excelente plan urbanístico, con amplias calles y avenidas, zonas verdes y grandes zonas verdes en las que pasear. 
La irregularidad y el crecimiento de la burbuja inmobiliaria desató un profundo caos urbanístico en la periferia de la ciudad de Málaga, un ejemplo de este es el distrito de Carretera de Cádiz.

## Infraestructura turística

### Teatros
- Teatro La Velada, La Línea de la Concepción
- Teatro de la Costa del Sol-Estepona Felipe VI
- Teatro Cervantes, Málaga
- Teatro Echegaray, Málaga
- Teatro Cánovas, Málaga
- Teatro Alameda, Málaga
- Sala Gades, Málaga
- Teatro Municipal Vicente Espinel, Ronda
- Teatro del Carmen, Vélez-Málaga

### La Costa del Golf

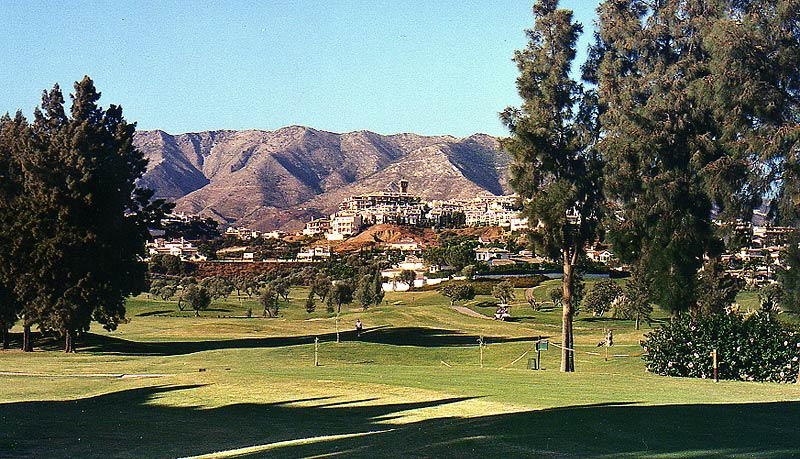
Club Mijas Golf.

La Costa del Sol también es conocida como la Costa del Golf. Posee la mayor concentración de campos de golf de Andalucía y del continente europeo, que se distribuyen de la siguiente forma: 21 en el municipio de Marbella, 11 en Mijas, 10 en Estepona, 6 en Benahavís, 9 en San Roque, 3 en Málaga, 2 en Casares, Rincón de la Victoria y Benalmádena y 1 en Vélez-Málaga, Fuengirola, Nerja, Manilva. A estos se suman los existentes en las localidades del interior como Alhaurín el Grande, Alhaurín de la Torre y Antequera.

### Puertos deportivos

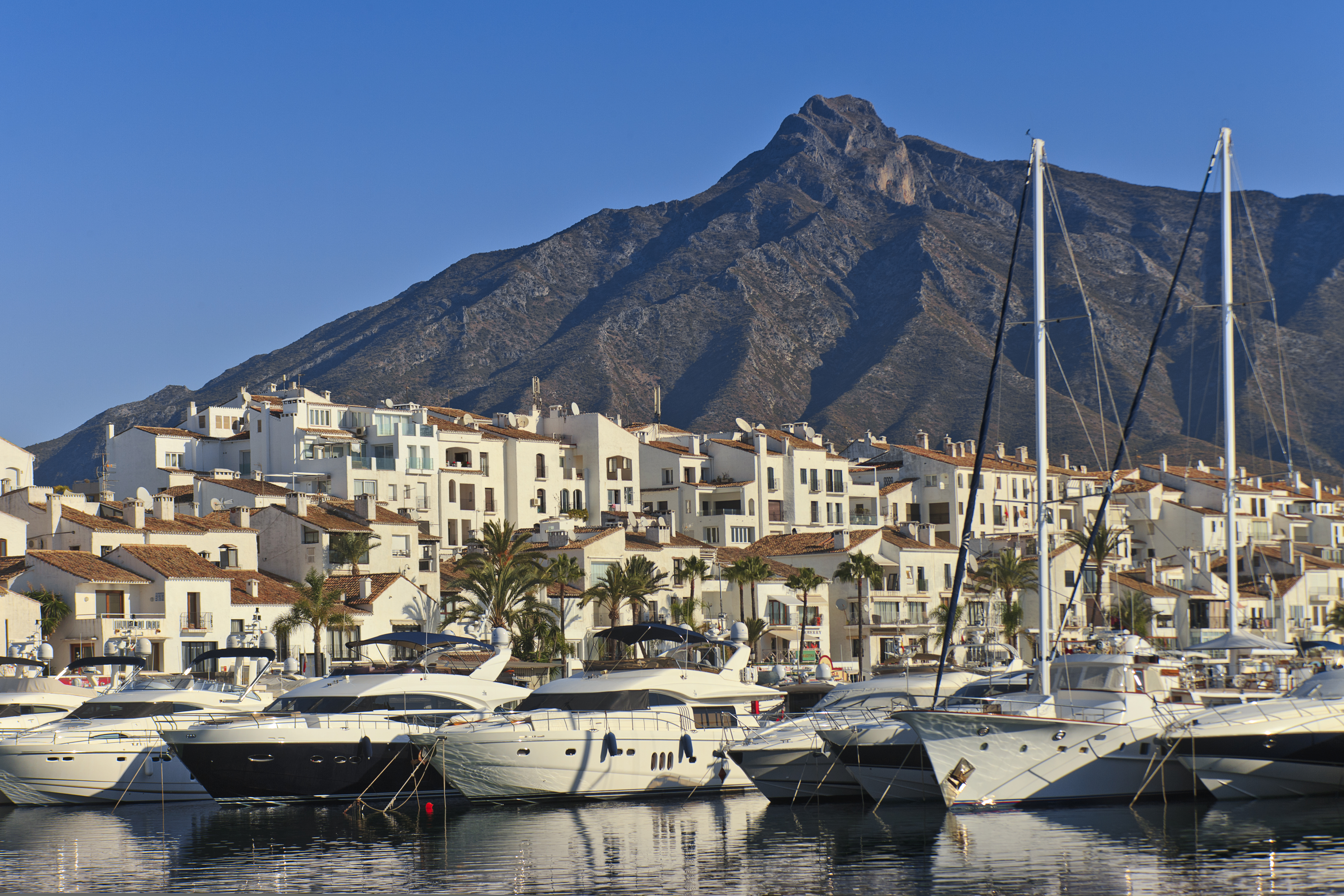
Puerto Banús, Marbella.

- Puerto Marina Alcaidesa (deportivo)
- Puerto de La Atunara (deportivo y pesquero)
- Puerto de Sotogrande (deportivo)
- Puerto de La Caleta (deportivo y pesquero)
- Puerto de la Duquesa (deportivo)
- Puerto de Estepona (deportivo y pesquero)
- Puerto Banús (deportivo)
- Puerto Deportivo de Marbella
- Puerto de Marbella (deportivo y pesquero)
- Puerto de Cabopino (deportivo)
- Puerto de Fuengirola (deportivo y pesquero)
- Puerto Deportivo de Benalmádena (deportivo)
- Puerto de Málaga (comercial, de pasajeros, de cruceros, deportivo y pesquero)
- Real Club Mediterráneo (deportivo)

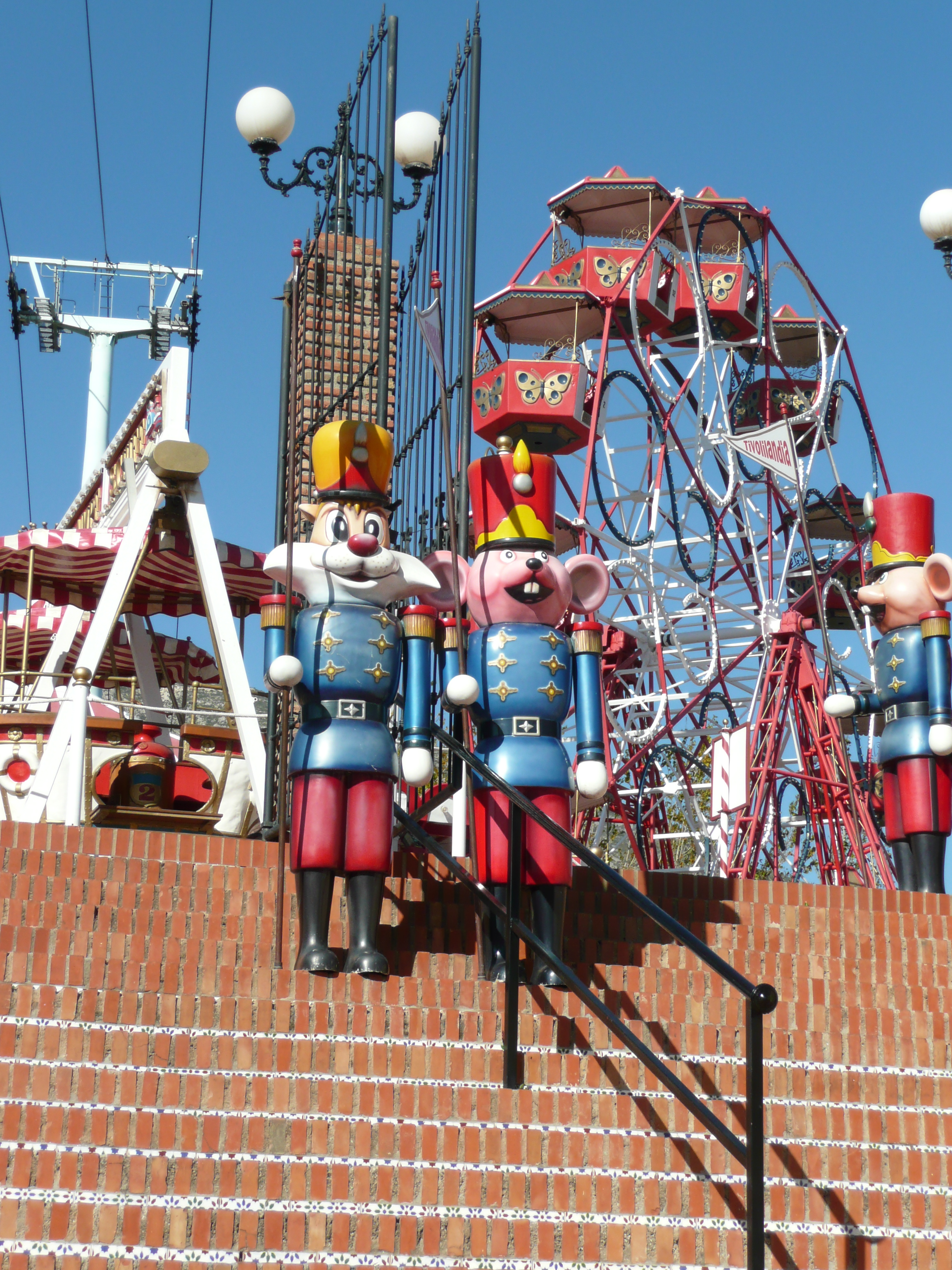
Tivoli World, Benalmádena.

- Puerto El Candado (deportivo)

### Centros marinos
- Aula del Mar
- Sea Life Benalmádena
- Selwo Marina

### Parques temáticos
- Aqualand Torremolinos
- AquaVelis
- Parque Acuático Mijas
- Crocodile Park Torremolinos
- Senda del Retiro
- Selwo Aventura
- Tivoli World
- Funny Beach
- Zoo de Fuengirola
- Mariposario de Benalmádena

### Palacios de congresos
- Palacio de Congresos de La Línea

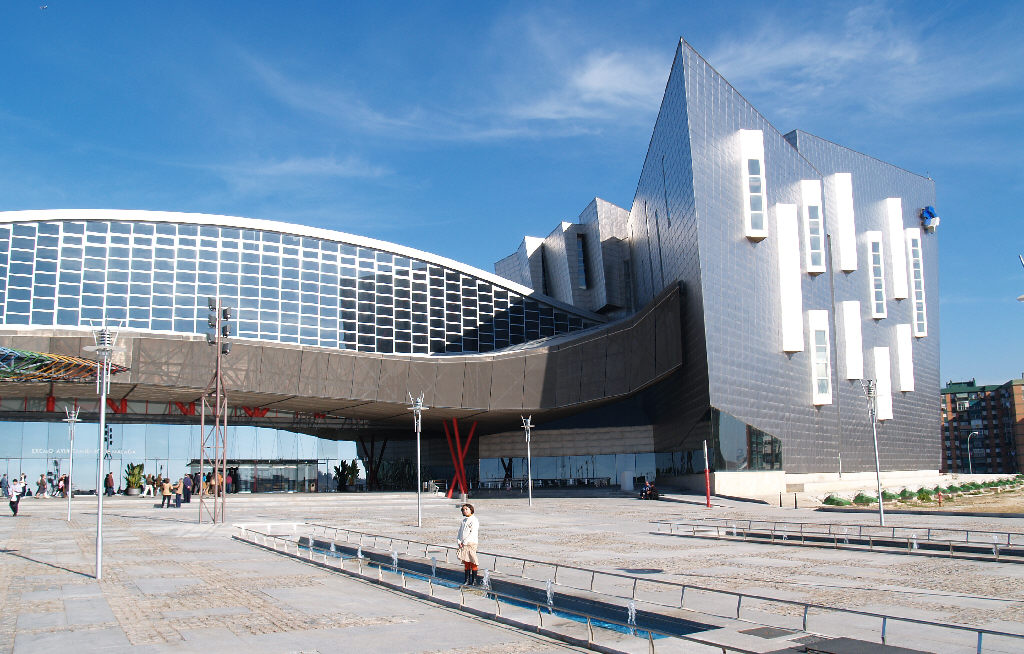
Palacio de Ferias y Congresos de Málaga.

- Palacio de Congresos y Exposiciones de la Costa del Sol
- Palacio de Ferias y Congresos de Málaga
- Palacio de Congresos de Marbella
- Palacio de Exposiciones y Congresos de Estepona

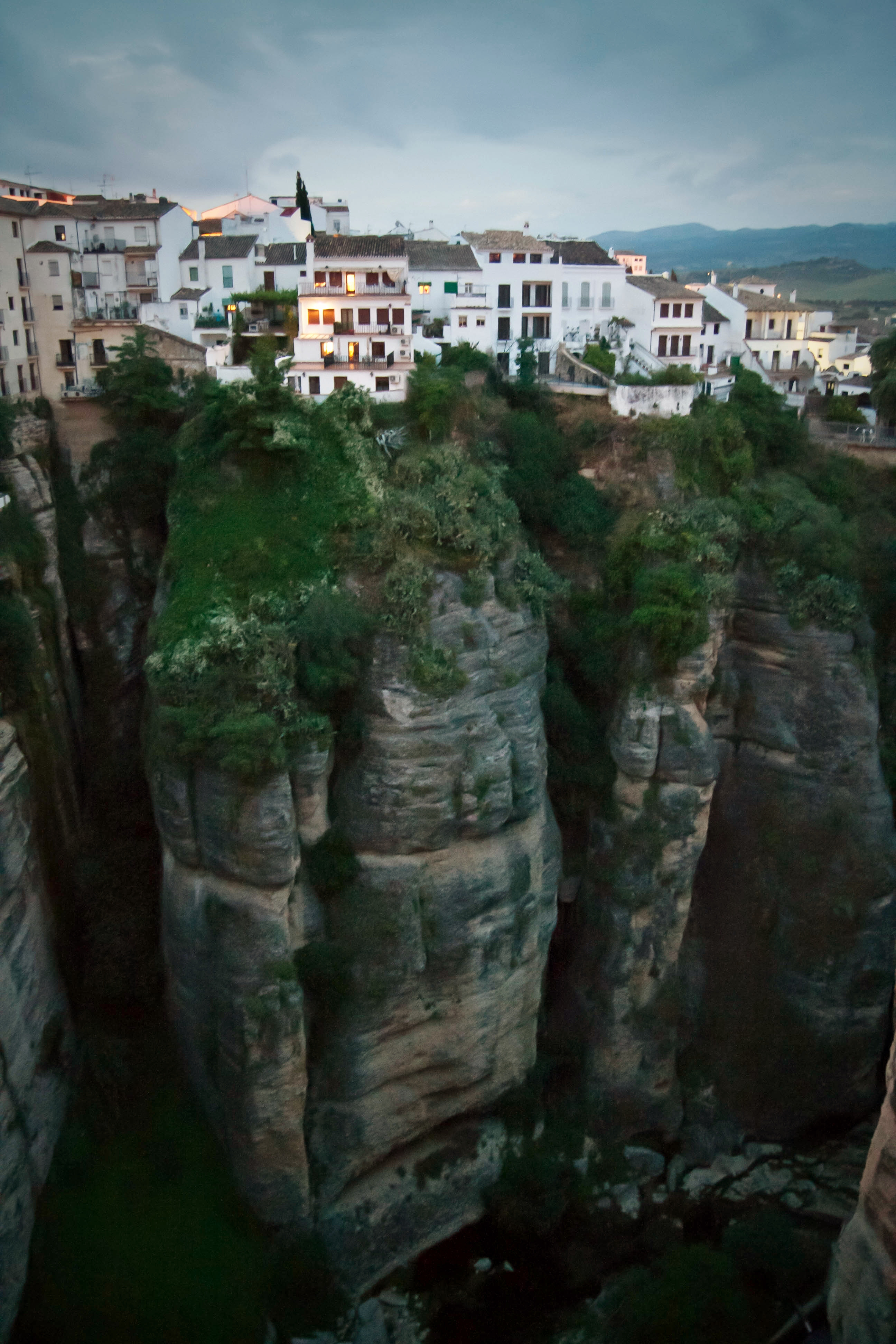
Tajo de Ronda.

### Espacios naturales
- Parque natural Montes de Málaga
- Parque natural Sierra de las Nieves
- Parque natural Sierras de Tejeda, Almijara y Alhama
- Paraje Natural Los acantilados de Maro
- Paraje Natural El desfiladero de los Gaitanes
- Paraje Natural Los Reales de Sierra Bermeja
- Paraje natural Sierra Crestellina

### Eventos culturales
Cine
- Festival de Cine Español de Málaga
- Fancine Málaga
- Semana de Cine Español de la Costa del Sol Estepona
- Semana Internacional de Cine Fantástico y de Terror de Estepona

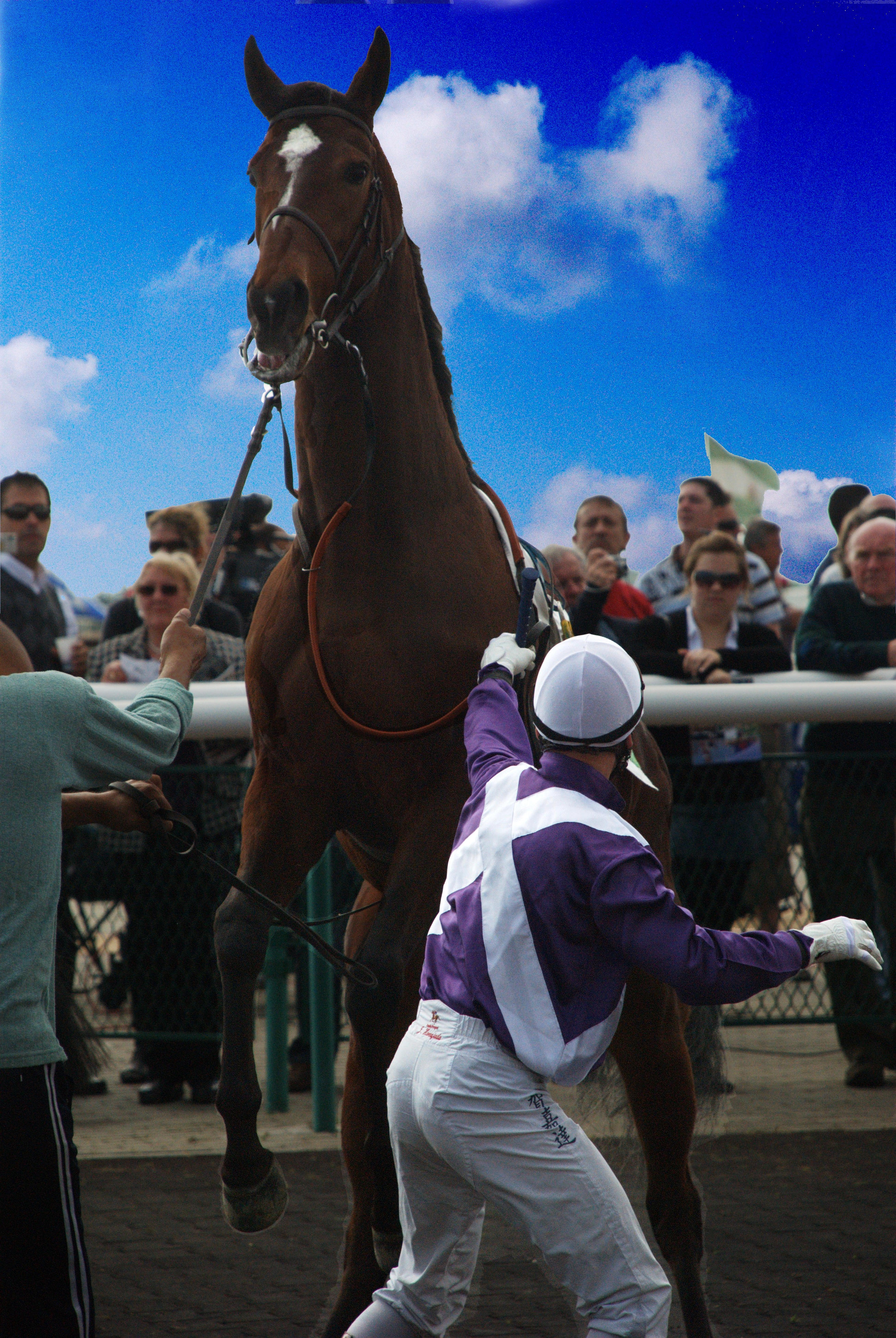
Hipódromo Costa del Sol.

- Festival Internacional de Cortometrajes y Cine Alternativo de Benalmádena
- Bienal Internacional de Cine Científico
de Ronda
- Festival Internacional de Cine Político de Ronda
- Festival de Cine Francés de Málaga
- Ciclo de Cine Italiano Contemporáneo Málaga

Música
- Festival cueva de Nerja
- Starlite Festival
- Festival de Jazz de Málaga
- El Portón del Jazz en Alhaurín de la Torre
- Festival Europeo de Jazz de Marbella
- Solo Jazz en el Picasso Málaga
- Festival Málaga Ritual
- Bienal Málaga en Flamenco
- Serenatas de la Luna Joven Málaga
- Festival Terral Málaga
- Etnimálaga
- Festival Algarrobo Rock
- Weekend Beach Festival (Torre del Mar)[19]

- Festival Flamenco viene del Sur
- AV Festival
- Festival Málaga Club
- Festival de Verano de Málaga
- Festival Boquerock
- La Cala Reggae

Teatro
- Festival Internacional de Teatro de Málaga
- Festival de Teatro Infantil de Málaga
- Festival Internacional de Teatro con Títeres, Objetos y Visual Málaga
- Festival de Teatro Alternativo de Málaga
- Festival de Teatro Clásico griego y latino de Málaga

Otros eventos
- Festival Aéreo de Málaga
- Noche en blanco de Málaga
- Expogays Torremolinos
- Ciclo Poesía en el Picasso
- Torre del Mar Airshow[20]

### Otros
- Ruta de los Murales de Estepona
- Ruta de los Búnkeres[21]
- Ruta de la tapa de La Línea
- Telecabina de Benalmádena
- Hipódromo Costa del Sol
- Cueva de Nerja
- Casino de Torrequebrada
- Casino de Nueva Andalucía
- Casino Plaza Nueva Major
- Rally Costa del Sol
- Rally Costa del Sol - Málaga

## La Ciudad del Sol
La Costa del Sol es una conurbanización continua. Es por eso que muchas plataformas y medios definen ya a la Costa del Sol como la Ciudad del Sol, una ciudad que funciona entre sí por varios municipios, algo muy parecido a lo que ocurrió en Los Ángeles. Existen planes para unir la costa del Sol Occidental en una sola ciudad definida como Ciudad del Sol, dicha ciudad también incluiría el área metropolitana de Málaga.
Si este proyecto finalmente se creara, con una estructura supramunicipal, Málaga, pasaría a ser la cuarta ciudad más poblada de España, solo superada por Valencia, Barcelona y Madrid.

## Comunicaciones e infraestructuras
Como consecuencia del rápido crecimiento demográfico por turismo estacional y residencial en la Costa del Sol, las infraestructuras fueron muy deficitarias en las primeras décadas desde el comienzo del bum turístico en los años cincuenta del siglo veinte. Los planes de infraestructuras desde entonces se pueden dividir en tres periodos:

### Desde 1955 hasta 1980
Comienzan a diseñarse distintos planes de carreteras y se realizan las primeras mejoras en el Aeropuerto de Málaga-Costa del Sol, que se ejecutan a un ritmo lento, con excepción del Cercanías de Málaga que llevaría la conexión ferroviaria hasta Fuengirola. 

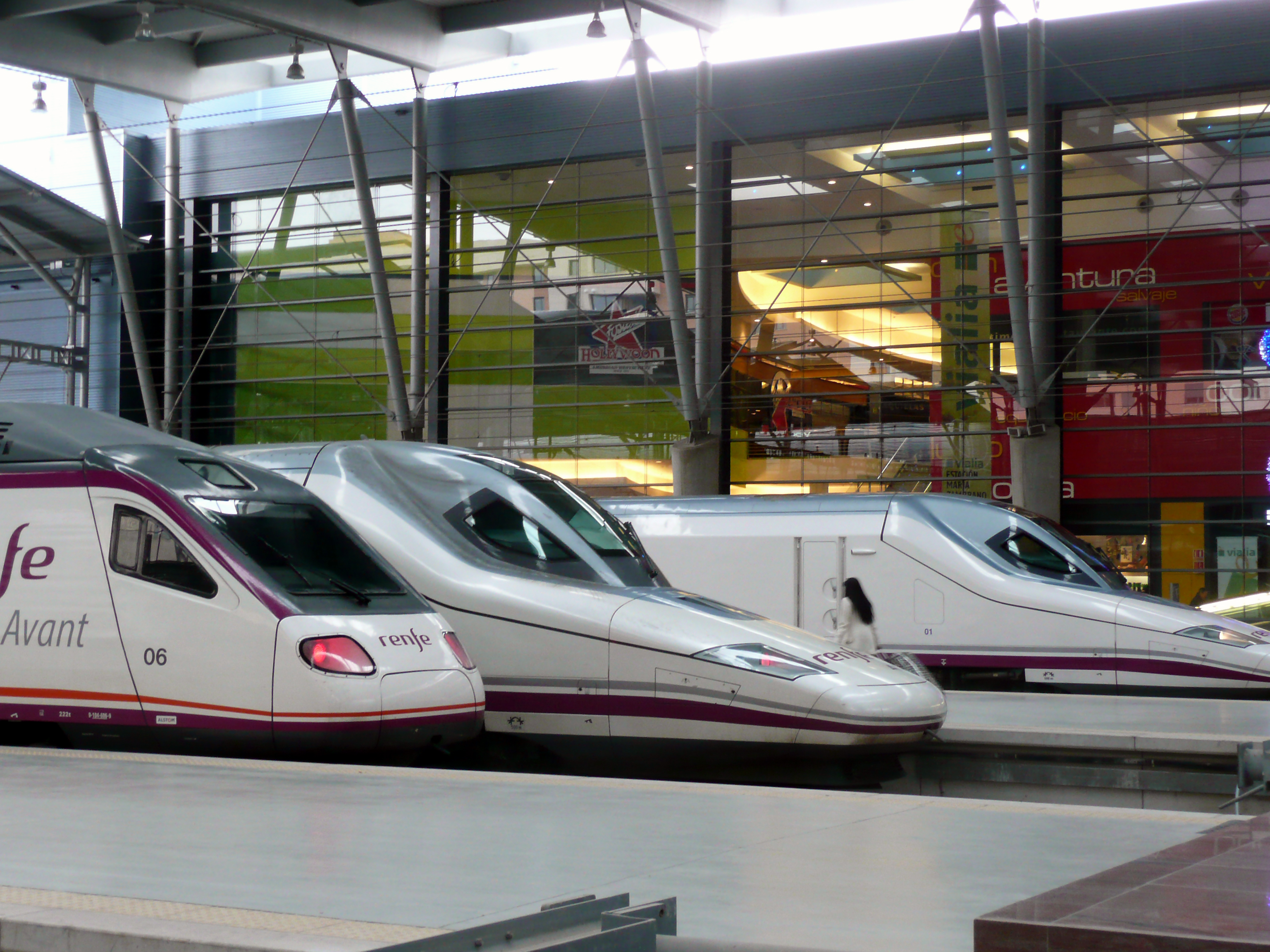
Estación de Málaga-María Zambrano.

### Desde 1980 hasta el año 2000
Esta segunda etapa se caracteriza principalmente por la construcción o ampliación de infraestructuras masivas para el transporte privado de vehículos, y la ampliación del Aeropuerto de Málaga-Costa del Sol, con una segunda terminal de pasajeros. Se completa la A-92, que enlaza la Costa del Sol con el resto de vías de alta capacidad del sur peninsular, y el desdoblamiento de la antigua N-340 (actualmente A-7) a vía de doble carril por sentido. Otras actuaciones fueron la MA-20 de acceso a Málaga y la Autopista del Sol, entre otras. 

### SigloXXI
En esta última etapa, se produce la llegada del tren de alta velocidad (AVE) y se inicia la construcción del suburbano en la capital de la Costa del Sol. Así mismo, se amplia el aeropuerto con una tercera terminal, se mejoran las infraestructuras para recepción de cruceros del puerto de Málaga, y se construye la Hiperronda. Actualmente se encuentra en estudio el proyecto ferroviario del Corredor de la Costa del Sol.

## Transporte

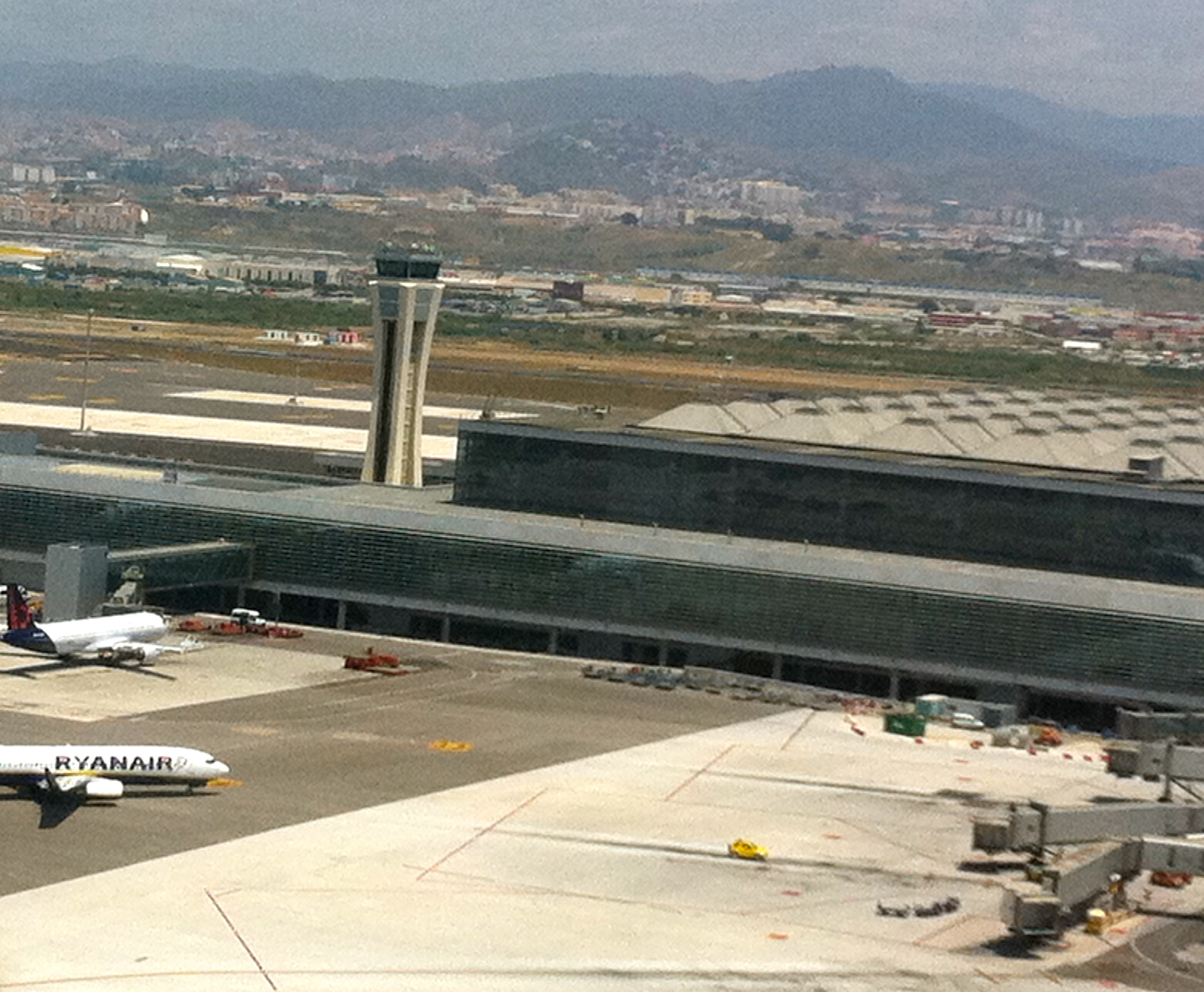
Aeropuerto de Málaga-Costa del Sol.

### Transporte Aéreo
El aeropuerto de Málaga-Costa del Sol es el tercer aeropuerto de la península ibérica y el cuarto de España en número de viajeros. En 2017 registró 137.092 vuelos y 18.628.876 pasajeros (un 11,7% más que en 2016), de los que 16.120.479 corresponden a vuelos internacionales (+12,4%)  lo que supone alrededor del 85% del tráfico internacional de la región y lo sitúa como la principal infraestructura de comunicaciones de Andalucía, la puerta de la región hacia el mundo y el gran aeropuerto del sur de la península y del norte de África.  Más de 50 compañías aéreas (53 en total) mantienen conexiones internacionales directas con 136 ciudades de todo el mundo, fundamentalmente de toda Europa, pero también del Norte de África, Oriente Medio (Catar, Kuwait y Arabia Saudí)  y Norteamérica (Nueva York, Toronto y Montreal), además de vuelos nacionales a las principales ciudades españolas. Desde 1996 opera también un servicio de línea regular de helicópteros entre el aeropuerto de Málaga y el helipuerto de Ceuta, que transporta cada año a unos 20 000 pasajeros.
El aeropuerto está comunicado con la ciudad a través del autobús urbano las 24 horas del día (la línea A, Aeropuerto - Paseo del Parque)  y de numerosos autobuses interurbanos con destino a la Costa del Sol, al igual que por tren de cercanías. Desde 2010 cuenta con una tercera terminal y desde junio de 2012 con una segunda pista de vuelos.

### Transporte Marítimo
Por mar a través del Puerto de Málaga, la capital de la provincia se comunica con varios puertos del mar Mediterráneo, siendo en la actualidad el segundo puerto de cruceros turísticos de España tras Barcelona, si bien el único servicio de línea regular es el ferry que une Málaga con Melilla. Desde la década de los 90 se está llevando a cabo una remodelación para integrar el puerto en la ciudad, ampliar los muelles y diques, y construyendo diferentes edificios y museos. También existen otros puertos en Málaga de uso deportivo: el Puerto El Candado y el Puerto deportivo del Real Club Mediterráneo.
En la provincia de Málaga encontramos numerosos puertos esencialmente pesqueros y deportivos: Puerto Banús, Puerto Marina, el Puerto de La Bajadilla, el Puerto de Fuengirola, el Puerto de La Caleta de Vélez, el Puerto de Estepona, Puerto de Cabopino, el Puerto de la Duquesa y el Puerto Deportivo de Marbella. En la provincia de Cádiz encontramos el puerto pesquero de La Atunara y el puerto deportivo Marina Alcaidesa, ambos en La Línea de la Concepción.
En 2011 entra en funcionamiento un servicio de Aqua Taxi pionero en España. Unirá el Puerto de Málaga con los de Benalmádena, Fuengirola, Marbella y Puerto Banús en embarcaciones de hasta 12 pasajeros. Los planes contemplan su ampliación hasta Gibraltar y Nerja.

#### Faros situados en la Costa del Sol
- Faro de Torrox
- Faro de Torre del Mar
- La Farola de Málaga
- Faro de Punta de Calaburras de Mijas
- Faro de Marbella
- Faro de Punta Doncella de Estepona
- Faro de Carbonera

### Transporte Ferroviario

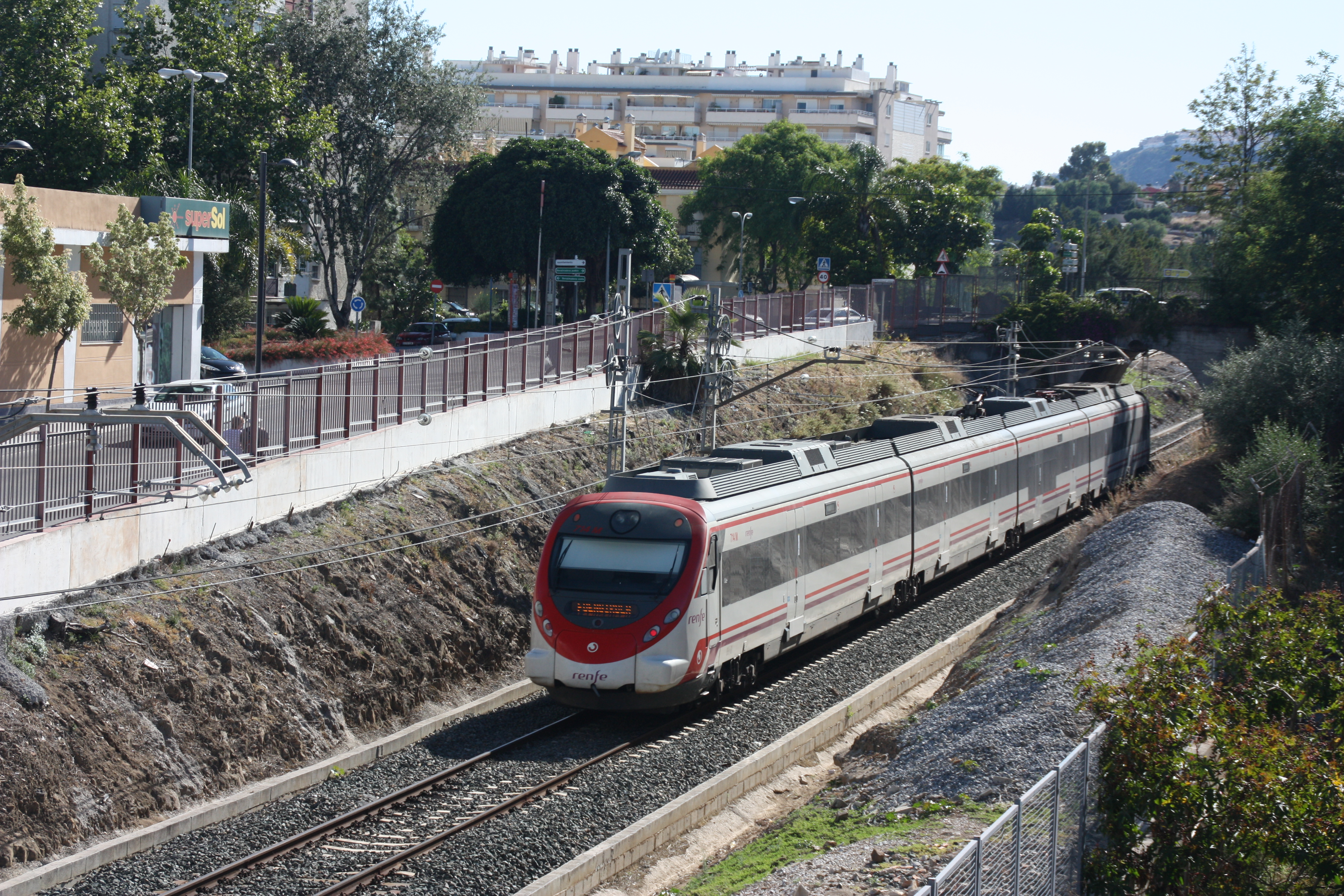
Un tren de Cercanías Málaga en Benalmádena.

Desde de la nueva Estación de Málaga-María Zambrano de Adif, se une la capital con algunas poblaciones de la costa y el valle del Guadalhorce, a través de la red de Cercanías Málaga, y con el resto de España con trenes diarios a Madrid, Barcelona y Córdoba, entre otros destinos.
La línea de alta velocidad (AVE) Málaga-Córdoba se inauguró el 23 de diciembre de 2007, reduciendo a dos horas y media el viaje a Madrid. A través de esta línea se conecta la ciudad con Antequera-Santa Ana, Puente Genil, Puertollano y Ciudad Real. Del mismo modo se establece una línea AVE entre Málaga y Sevilla utilizando las vías Málaga-Córdoba-Sevilla, ahorrando 35 minutos de trayecto. Además, con la construcción del bypass de Madrid se ha inaugurado un servicio de AVE directo a Zaragoza y Barcelona y otras poblaciones de Aragón y Cataluña.
Aparte de los servicios de alta velocidad, aún funcionan otros servicios de largo recorrido. Uno a Barcelona a través de Albacete y Valencia (Arco García Lorca), otro nocturno a Barcelona a través de la línea de AVE pero en tren-litera (Trenhotel Gibralfaro) y otro a Bilbao a través de Valladolid y Ávila (Estrella Picasso). En cuanto a los recorridos de Media Distancia, los únicos dos trayectos con servicio de pasajeros tienen destino a Sevilla y Ronda, circulando ambos a través de El Chorro.
Aquí se muestran las líneas de Cercanías Málaga actuales:
| Líneas de tren de cercanías | Líneas de tren de cercanías      | Líneas de tren de cercanías | Líneas de tren de cercanías |
| Línea                       | Trayecto                         | Recorrido                   | Operadora                   |
| --------------------------- | -------------------------------- | --------------------------- | --------------------------- |
|                             | Málaga - Aeropuerto - Fuengirola | 31 km                       |                             |
|                             | Málaga - Álora                   | 38 km                       |                             |

### Autobús Urbano e Interurbano

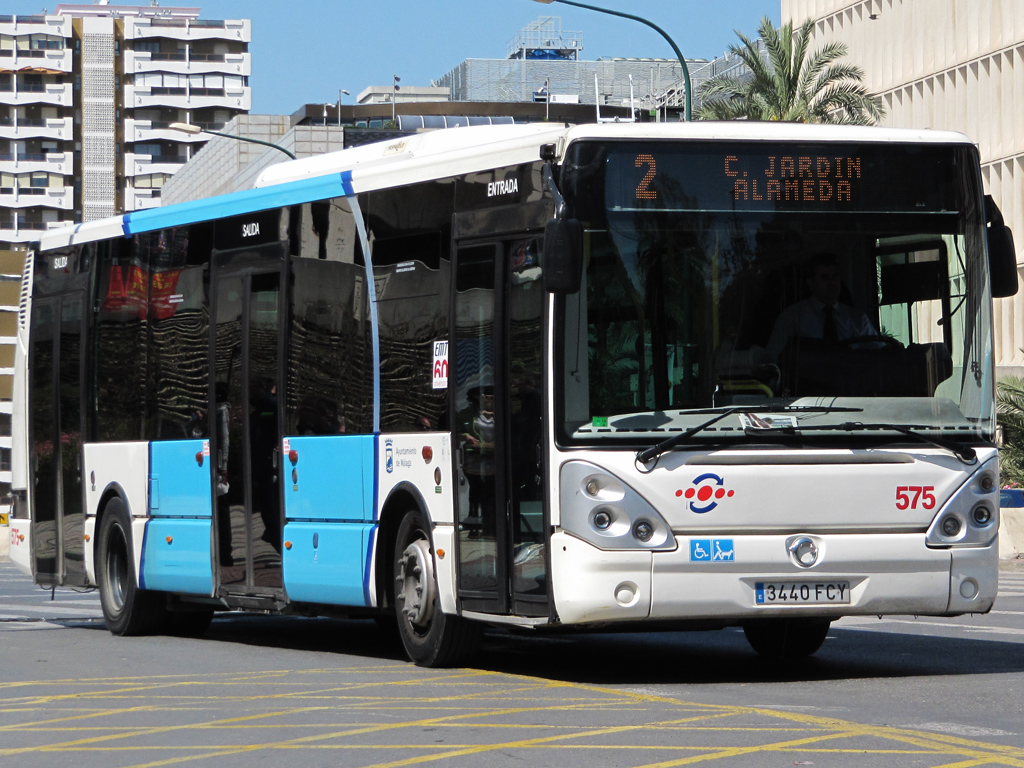
Autobús urbano de Málaga. (Línea 2)

Los autobuses urbanos de Málaga, cuentan con una extensa y compleja red que se remonta a los años 50 y que actualmente cuenta con 34 líneas diurnas, más 5 nocturnas, 4 circulares y una exprés al Aeropuerto. La empresa que gestiona toda la red de autobuses es la EMT. Los autobuses urbanos son prácticos y ágilas a la hora de moverse por el municipio malagueño, enlazando todos los puntos de la ciudad con el centro histórico. 
Aquí se muestran todas las líneas de autobuses urbanos:
| Línea     | Trayecto                                                                                 | Frecuencia Media (Laborables)                        | Frecuencia Media (Sábados)                        | Frecuencia Media (Domingos y Festivos) |
| --------- | ---------------------------------------------------------------------------------------- | ---------------------------------------------------- | ------------------------------------------------- | -------------------------------------- |
| 1         | Parque del Sur – Alameda Principal – San Andrés                                          | 9-11 Minutos                                         | 12-13 Minutos                                     | 14-16 Minutos                          |
| 2         | Alameda Principal – Ciudad Jardín                                                        | 13-15 minutos                                        | 12-13 minutos                                     | 15 minutos                             |
| 3         | Puerta Blanca - Alameda Principal - El Palo (Carretera de Olías)                         | 9-10 minutos                                         | 11-13 minutos                                     | 12-13 minutos                          |
| 4         | Paseo del Parque – Cruz Humilladero – Cortijo Alto                                       | 12-13 minutos                                        | 12-15 minutos                                     | 15-17 minutos                          |
| 5         | Alameda Principal – Guadalmar - Parque de Ocio                                           | 34-37 minutos                                        | 35-37 minutos                                     | 35-40 minutos                          |
| 6         | Alameda Principal – La Milagrosa                                                         | 50 minutos                                           | 50 minutos                                        | 50 minutos                             |
| 7         | Parque Litoral - Misericordia - Alameda Principal – Miraflores de los Ángeles – Carlinda | 9-12 minutos                                         | 13-15 minutos                                     | 16 minutos                             |
| 8         | Alameda Principal – Colonia Santa Inés – Clínico                                         | 11-12 minutos                                        | 16-20 minutos                                     | 16-20 minutos                          |
| 9         | Alameda Principal – Avenida de Velázquez - Churriana (por C. Salud)                      | 40-50 minutos                                        | 35-45 minutos y 90 minutos desde las 19:00        | 75-90 minutos                          |
| 10        | Alameda Principal – Avenida de Velázquez - Churriana (por calle torremolinos)            | 40-50 minutos                                        | 35-45 minutos                                     | 75-90 minutos                          |
| 11        | Universidad – Alameda Principal - El Palo (Playa Virginia)                               | 9-11 minutos                                         | 18-22 minutos                                     | 20-24 minutos                          |
| 14        | Paseo de la Farola – Carranque – Teatinos                                                | 10 - 11 minutos                                      | 12-13 minutos                                     | 15 minutos                             |
| 15        | La Virreina – Carlos Haya – Santa Paula                                                  | 12-13 minutos                                        | 15 minutos                                        | 15 minutos                             |
| 17        | Alameda Principal – Las Virreinas – La Palma                                             | 11 minutos                                           | 12 minutos                                        | 12-15 minutos                          |
| 18        | Ciudad Jardín – Teatinos                                                                 | 25-30 min en hora punta (45-55 min el resto del día) | 30-40 min en hora punta (70 min el resto del día) | 70 Minutos                             |
| 19        | Paseo del Parque – Intelhorce – Campanillas - Maqueda                                    | 20-35 minutos                                        | 30-35 minutos                                     | 45-48 minutos                          |
| 20        | Alegría de la Huerta - Av. Manuel Agustín Heredia - Los Prados -                         | 15-17 minutos                                        | 17-19 minutos                                     | 19-22 minutos                          |
| 21        | Alameda Principal – Carlos Haya – Puerto de la Torre                                     | 12-13 minutos                                        | 16 minutos                                        | 20 minutos                             |
| 22        | Avenida de Molière – Tiro de Pichón – Universidad                                        | 12-13 min. (18-20 min en época no lectiva)           | 30 minutos                                        | 30 minutos                             |
| 23        | Alameda Principal – El Cónsul – Parque Cementerio                                        | 20-30 minutos                                        | 25-40 minutos                                     | 40 minutos                             |
| 25        | Paseo del Parque – Campanillas – Maqueda                                                 | 13-20 minutos                                        | 27-30 minutos                                     | 27-30 minutos                          |
| 27        | Av. Manuel Agustín Heredia – Santa Bárbara – Polígono industrial Guadalhorce             | 80 minutos                                           | 70-75 minutos (solo de 7:00 a 14:00)              | Sin Servicio                           |
| 28        | Santa Águeda – Campanillas – Los Núñez                                                   | 95-100 minutos                                       | 85-90 minutos                                     | 85 minutos                             |
| 29        | Jarazmín – El Palo (Circular)                                                            | 60 minutos                                           | Sin Servicio                                      | Sin Servicio                           |
| 30        | Alameda Principal – Mangas Verdes                                                        | 45-50 minutos                                        | Sin Servicio                                      | Sin Servicio                           |
| 31        | Alameda Principal – Carranque – Palacio de los Deportes                                  | 17-21 minutos                                        | 20-25 minutos                                     | 25-28 minutos                          |
| 32        | Avenida de Andalucía – Limonar – Mayorazgo                                               | 16-25 minutos                                        | 40 minutos                                        | 40 minutos                             |
| 33        | Avenida de Andalucía – Cerrado de Calderón                                               | 25-35 minutos                                        | 60 minutos                                        | 60 minutos                             |
| 34        | Avenida de Andalucía – Pedregalejo                                                       | 25-35 minutos                                        | 60 minutos                                        | 60 minutos                             |
| 35        | Avenida de Andalucía – Gibralfaro                                                        | 40-50 minutos                                        | 40-50 minutos                                     | 40-50 minutos                          |
| 36        | Alameda de Colón – Conde Ureña                                                           | 60 minutos                                           | 60 minutos                                        | Sin Servicio                           |
| 37        | Avenida de Andalucía – Altamira – Monte Dorado                                           | 25-35 minutos                                        | 60-65 minutos                                     | 50-60 Minutos                          |
| 38        | Alameda Principal – Granja Suárez                                                        | 25 minutos                                           | 25-45 minutos                                     | 40-45 minutos                          |
| 40        | Paseo de la Farola – Sacaba Beach                                                        | 60 minutos                                           | Sin Servicio                                      | Sin Servicio                           |
| 62        | Puerto de la Torre – Universidad                                                         | 45 minutos                                           | Sin Servicio                                      | Sin Servicio                           |
| C1        | Circular 1 (Martínez de la Rosa-Séneca – Alameda Principal [sentido horario])            | 12 minutos                                           | 15 minutos                                        | 20 minutos                             |
| C2        | Circular 2 (Camino de Suárez-Blas de Lezo – Alameda Principal [sentido antihorario])     | 12 minutos                                           | 15 minutos                                        | 15-18 minutos                          |
| C3        | Parque Clavero                                                                           | 15 minutos                                           | 15 minutos (solo de 8:30 a 14:45)                 | 15 minutos (solo de 8:30 a 14:45       |
| A Express | Paseo del Parque – Aeropuerto                                                            | 23-30 minutos                                        | 20-30 minutos                                     | 20-30 minutos                          |

Desde la Estación de autobuses de Málaga, gestionada por la EMT, situada en el paseo de los Tilos, junto a la estación de tren «María Zambrano», se conecta a la capital con todos los municipios de la provincia, y las principales ciudades de España y de Europa.
Para facilitar las comunicaciones con la periferia, en febrero de 2005 entró en vigor el billete único del Consorcio de Transporte Metropolitano del Área de Málaga, que coordina las líneas de autobús urbano de Málaga y Alhaurín de la Torre, y las líneas que conectan la ciudad con los municipios del área metropolitana de Málaga. En la actualidad, se puede utilizar la tarjeta del Consorcio en el tren de cercanías y en el futuro, englobará el metro. Los vehículos son de color beige, y el número de línea tiene tres cifras, precedidas de una M (Metropolitana)
Existe a su vez una Estación de autobuses en el Muelle Heredia, rehabilitada por el Consorcio de Transporte en 2010, en el centro de la ciudad, junto al Puerto de Málaga, con destino a diversas localidades de su área metropolitana: Rincón de la Victoria, Vélez-Málaga, Churriana, Campanillas, Torremolinos, Benalmádena, la Barriada del Sexmo (Cártama) y la Barriada de Los Núñez (Almogía).

### Red Viaria
Los principales ejes viarios de la provincia son los que forman parte de la Red de Carreteras del Estado, de interés nacional y construidos y conservados por el Gobierno de España. Destaca el eje costero de la autovía del Mediterráneo, construido en la década de 1980 en su tramo entre Málaga y Marbella y que fue una de las primeras autovías gratuitas de Andalucía. En los años 1990 se amplió esta autovía por sus extremos hasta Estepona y Nerja, y se desdobló el acceso viario a Málaga desde Antequera conectando con el interior de Andalucía y España. Igualmente se puso en servicio una autopista de peaje entre Fuengirola y Estepona, ampliada posteriormente hasta el límite provincial con Cádiz. En la década de los 2000 la autovía costera finalmente alcanzó las fronteras de la provincia, y en la de 2010, concluyeron varios proyectos con el fin de descongestionar el tráfico de la provincia. Se abrió al tráfico la segunda circunvalación de la capital y una autopista de peaje hacia el Puerto de las Pedrizas; también se hicieron actuaciones en autovías urbanas como el nuevo acceso al Aeropuerto y el soterramiento de la autovía por San Pedro Alcántara.

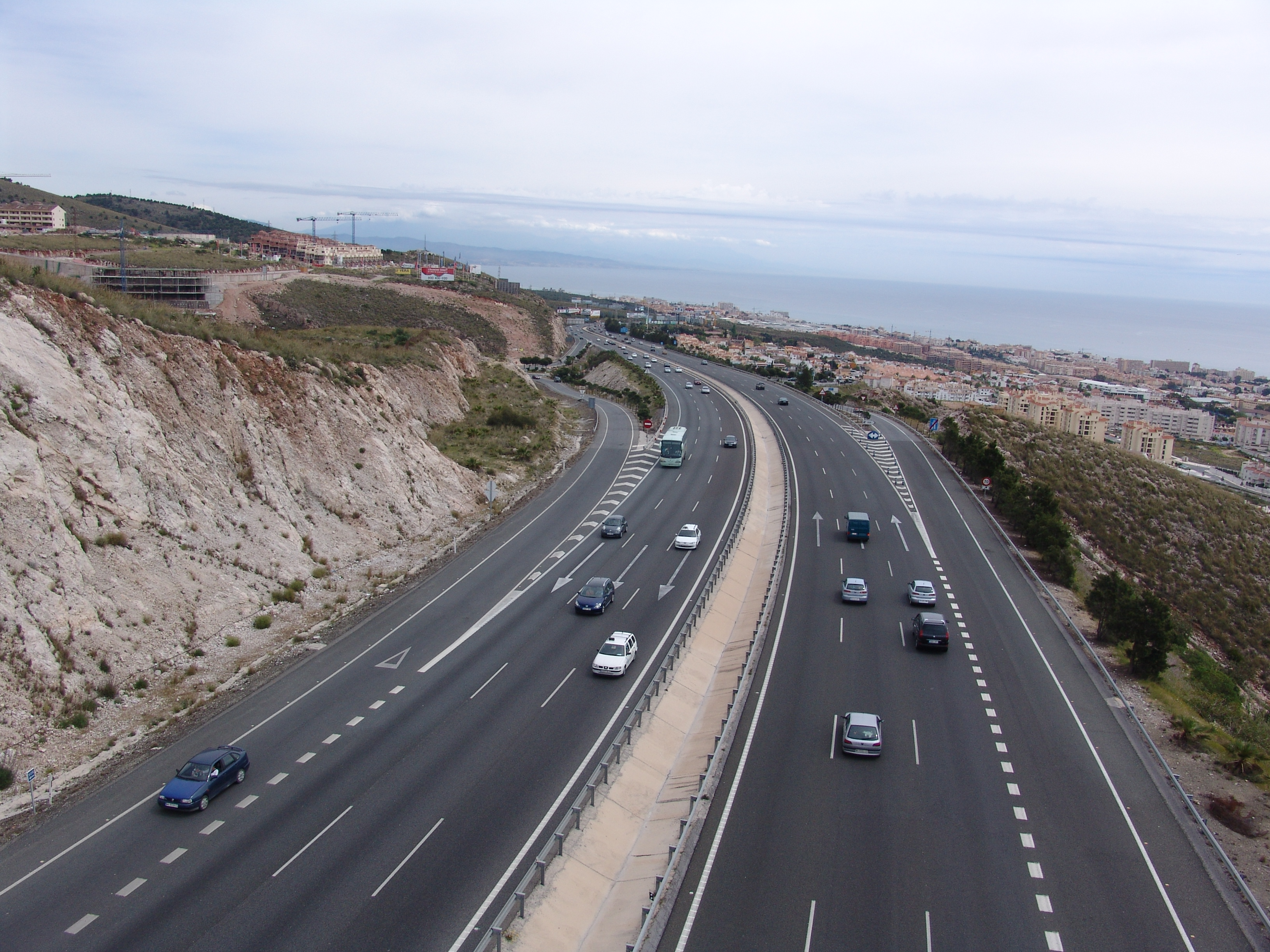
La A-7 a su paso por Benalmádena.

La red autonómica tiene un carácter secundario pero igualmente fundamental, no sólo para los trayectos provinciales, sino también para los regionales y nacionales. Destaca la A-92, una autovía transversal construida sobre antiguas carreteras nacionales que une Sevilla con Almería, pasando por el norte de la provincia de Málaga. Fue construida en la década de 1990; posteriormente fue complementada con un atajo para acortar los trayectos entre Málaga y Granada, y por consiguiente con Madrid. La otra autovía autonómica de la provincia es la A-357 que empezó conectando el centro de Málaga con el nuevo campus universitario y el Parque Tecnológico de Andalucía, y en sucesivas ampliaciones alcanzó diversos municipios del Valle del Guadalhorce. Otras carreteras destacadas de calzada única de la red autonómica son la A-384 de Antequera a Arcos de la Frontera (Cádiz), la A-397 de Ronda a San Pedro Alcántara, y la A-356 que une Vélez-Málaga con Casabermeja y por tanto con la A-45.

## Fiestas y tradiciones

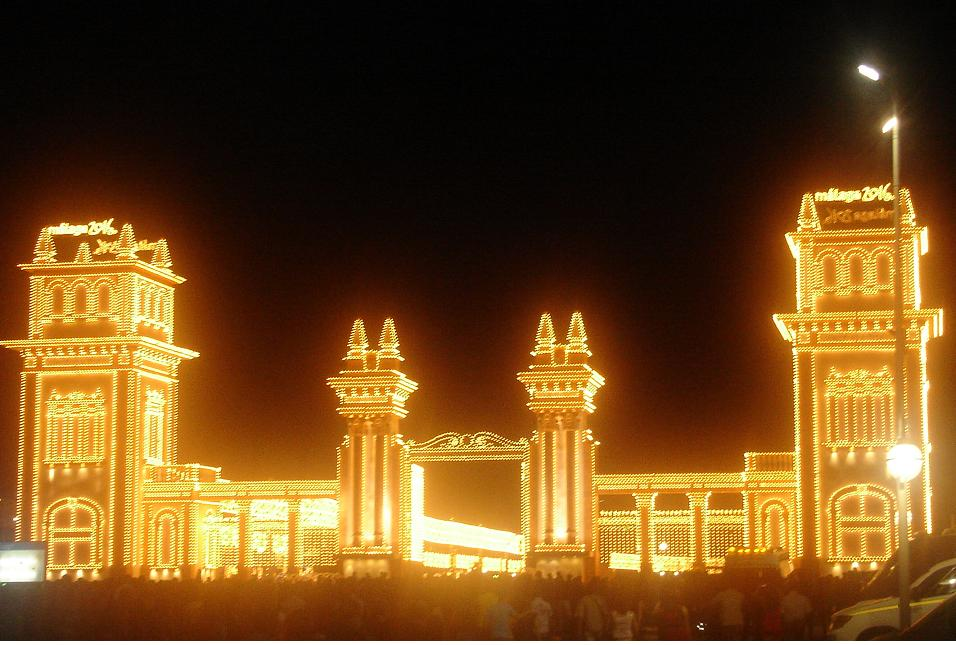
Portada de la Feria de Málaga en el Cortijo de Torres.

### Feria de Agosto
La Feria de Agosto, es la tradición más famosa de toda la Costa del Sol por excelencia. Una de las singularidades de la Feria de Málaga reside en la división de las zonas de celebración, pues aunque el recinto ferial se encuentra en el Cortijo de Torres, el centro histórico de Málaga vive su particular «Feria de día». Por tanto se podría decir que en Málaga existen dos ferias, la «Feria de día», en el centro de la ciudad, y la «Feria de noche» en el Cortijo de Torres, aunque en el recinto ferial se mantiene la actividad festiva durante toda la jornada.
Por el día, el centro de la ciudad es un hervidero de gente, debido en gran medida a la fecha de celebración en la que cientos de miles de personas de todos los rincones del mundo pasan sus vacaciones en la costa. Las calles del centro histórico son decoradas con farolillos y adornos florales, se montan casetas, se celebran espectáculos para niños y mayores, bailes, pasacalles con orquestas y un sinfín de eventos entre los que cabría destacar a las Pandas de Verdiales que recorren las vías y plazas principales mostrando su singular y antiguo folclore, mientras los carruajes y tiros de caballos engalanados toman las calles de la ciudad. Asimismo el flamenco y la copla están presentes en toda la feria ya que no hay que olvidar que Málaga y su provincia es una zona geográfica del cante. Además de la música tradicional, en multitud de establecimientos durante la Feria de día y en las casetas en la Feria de la noche se pueden escuchar diferentes estilos musicales para cualquier gusto.
Por la noche la fiesta se concentra en el Real del Cortijo de Torres, donde de forma ordenada se sitúan casetas, puestos de feriantes y atracciones mecánicas para la diversión de todos los públicos.

### Semana Santa

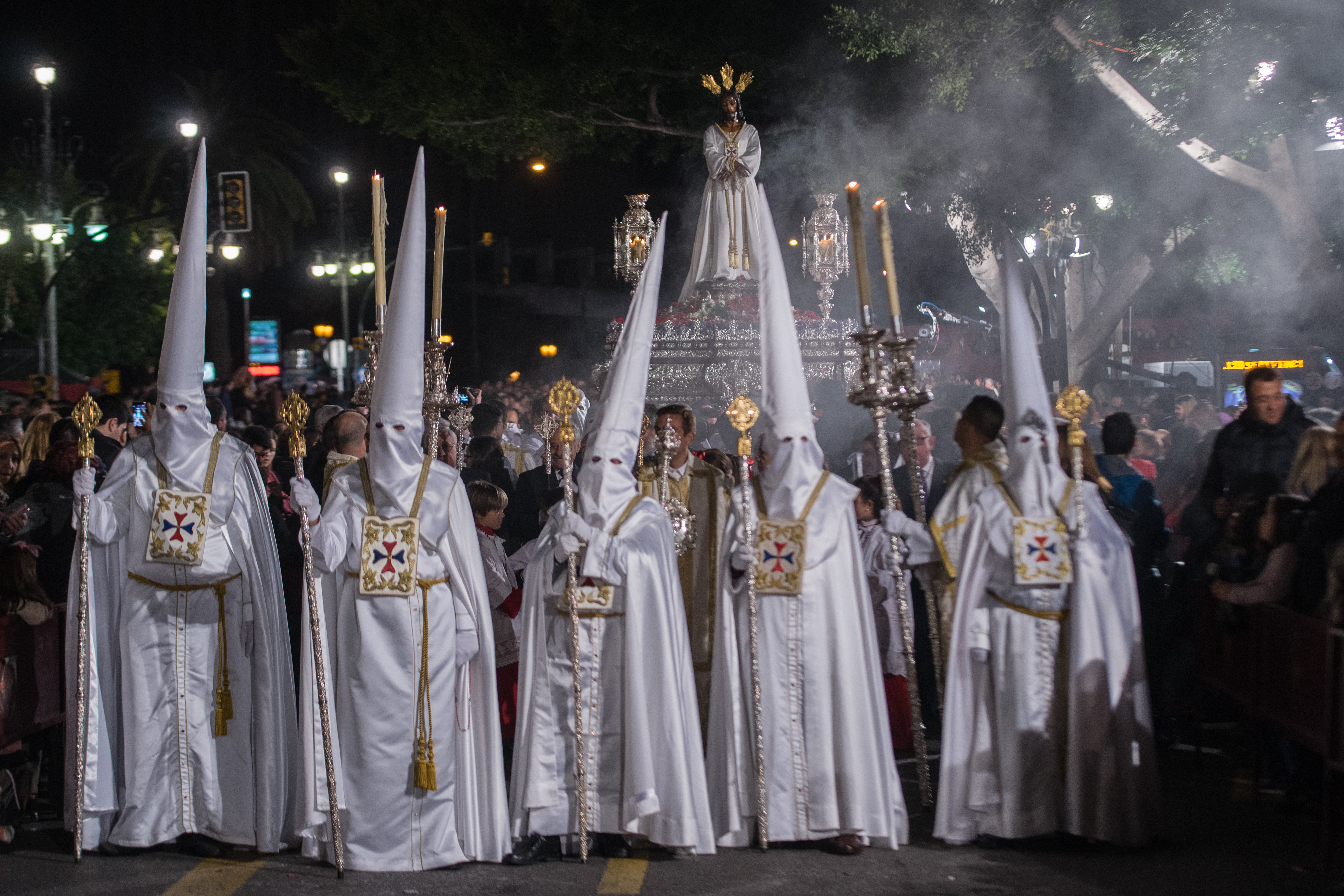
Procesión de «El Cautivo«, una de las cofradías más esperadas en la noche del Lunes Santo.

La Semana Santa es una de las tradiciones con más fervor de toda la Costa del Sol. Aunque la Semana Santa de Málaga, no es la que más fama tiene en todo el país, también cuentan con Semana Santa otros municipios como Vélez-Málaga. 
En la Semana Santa, las sagradas imágenes procesionan en tronos, en vez de pasos, como se denominan en el resto de Andalucía, además los costaleros son cambiados por hombres de tronos, que llevan al trono al hombro mediante varales y no al cuello como hacen los costaleros. 
Las procesiones más importantes en toda la Semana Santa malagueña son: El Cautivo, Esperanza, Pollinica, Paloma, Sepulcro, El Rico y Mena. Esta última quizás la más esperada, debido a la participación de la Legión durante el cortejo y su previo desembarco en el puerto.
También es de destacar la Semana Santa de La Línea de la Concepción, declarada como fiesta de interés turístico de Andalucía desde el año 2005, donde cabe señalar tallas escultóricas de los maestros Luis Ortega Bru y Antonio Castillo Lastrucci.

### Festival de las tres culturas (Frigiliana)

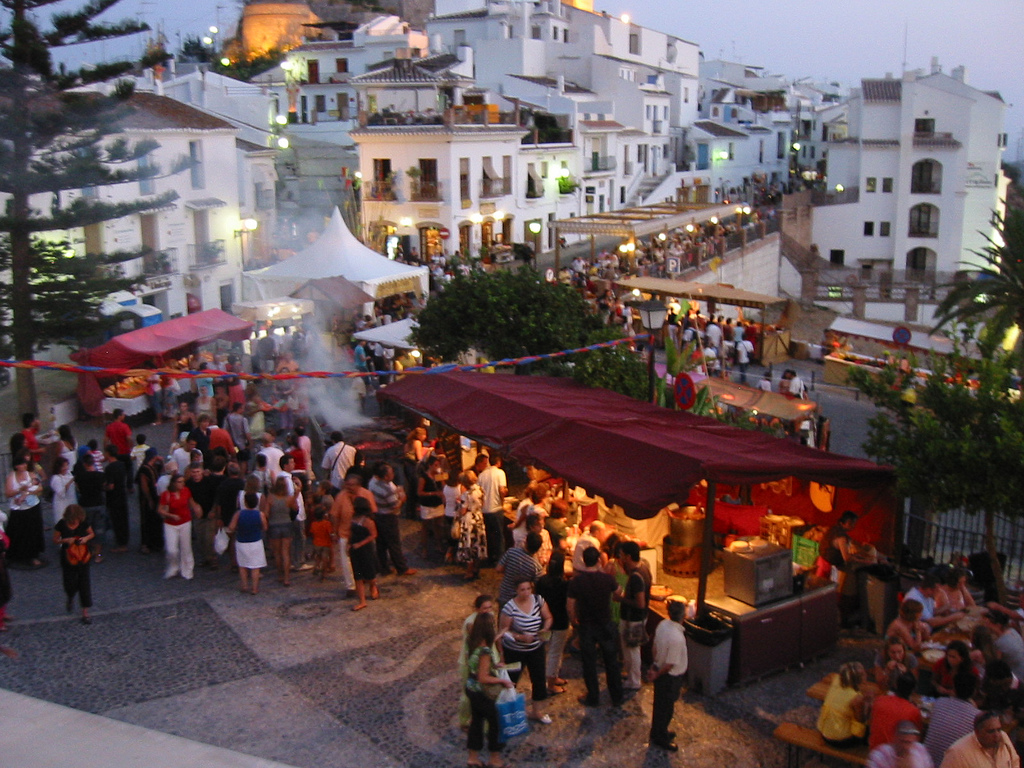
Festival de las tres culturas en Frigiliana.

El Festival Frigiliana 3 Culturas es una mezcla de fiesta y cultura que nace en el año 2006 con la idea del grupo de gobierno de promocionar a Frigiliana con un evento turístico de gran calado en la provincia, de esta forma se conjugan cultura, gastronomía, música, teatro… en una amalgama de actividades que conforman cada edición y que, literalmente, lleva a miles de personas a Frigiliana.
La ruta de la tapa es sin duda una de las actividades que más participación congrega. El festival ofrece una amplia oferta de tapas con bebida a un precio razonable, 1.50€.  Cada edición son cientos de personas las que se tiran a la calle para completar la ruta y así obtener la camiseta acreditativa, otros, más sosegados, simplemente la aprovechan para pasear por el pueblo con los amigos. Pero la gastronomía también está presente en las jornadas gastronómicas. Cada año varios restaurantes del pueblo preparan menús específicamente diseñados para el festival, de esta forma se le da relevancia a la comida sefardí, árabe o cristiana, pudiendo degustar platos que habitualmente no están en las cartas de los restaurantes.
El alma del festival se encuentra en la calle y en los más de 100 puestos repartidos por todo el casco histórico de la localidad.

## Proyectos futuros
La Costa del Sol, cuenta con varios proyectos de futuro que la transformen en un consolidado núcleo económico y turístico para España, otros para mejorar la calidad de vida en el área:

### Ampliación Cercanías Málaga
El municipio de Marbella carece de comunicación férrea de ningún tipo, es por eso que el Ministerio de Fomento pretende ampliar la actual línea de cercanías hasta Estepona, pasando por Mijas y Marbella. Otra de las posibles ampliaciones de la red sería crear la línea C-3 desde Málaga hasta Nerja, ya que la Costa del Sol Oriental se encuentra también en un estado de incomunicación de ferrocarril.

### Metro de Málaga
El Metro de Málaga, es otro de los principales proyectos en la costa. Actualmente la red solo cuenta con dos líneas, en un futuro se preevé su funcionamiento hasta el Aeropuerto y Alhaurín de la Torre, así como hasta el Rincón de la Victoria, comunicando todos los distritos de la ciudad, incluido el parque tecnológico de Andalucía.

### Ciudad Aeroportuaria de Alhaurín de la Torre
La globalización y el contexto empresarial actual están marcando el futuro de los aeropuertos internacionales del siglo XXI y convirtiendo las zonas próximas a los mismos en importantes áreas de oportunidad estratégica y metropolitana.
La tendencia es que las zonas cercanas a estos aeródromos dejen de ser un mero espacio de tránsito, para pasar a convertirse en el destino final gracias a los centros urbanos y económicos que se están estableciendo en las mismas. Núcleos urbanos sostenibles con atractivo internacional donde las personas viven, trabajan y disfrutan y que se conocen como “ciudades aeroportuarias”. El proyecto crearía más de 25.000 empleos directos y 80.000 indirectos. Además pondría a Alhaurín de la Torre en un punto señalado en la Costa del Sol, ya que se convertiría en un consolidado centro comercial, financiero y empresarial.